# Homotherium
Genre
Synonymes
Taxons de rang inférieur
Répartition géographique
Homotherium (du grec ancien ὁμός / homos « similaire » et θηρίον / therion « bête ») est un genre fossile de grands félidés de la sous-famille éteinte des Machairodontinae (ou « félins à dents de sabre ») et appartenant à la tribu des Homotherini, ayant vécu en Amérique du Nord, en Afrique, en Eurasie et très probablement en Amérique du Sud il y a entre environ 4 Ma et 12 000 ans AP, au cours du Pliocène et du Pléistocène,,,,. C'était, avec Smilodon, auquel il n'était pas particulièrement apparenté, l'un des derniers membres survivants de la sous-famille des Machairodontinae durant le Pléistocène supérieur.
Le genre, traditionnellement classé au sein de la tribu des Homotherini, comprend plusieurs espèces dont les taxonomies ne sont pas entièrement certaines. Les découvertes de fossiles d'Homotherium ont été nombreuses et réalisées dans de multiples localités géographiquement très éloignées les unes des autres, mais il s'agit dans la plupart des cas de matériaux fragmentaires, la collecte de crânes ou de squelettes complets restant assez rares. Les mises au jour les plus importantes de restes d'Homotherium ont été opérées sur les sites paléontologiques de Senèze, en Haute-Loire, de Friesenhahn, comté de Bexar, au Texas, et de Schöningen, en Allemagne.
Homotherium était un grand félin, de taille comparable à celle d'un lion moderne, se présentant régulièrement comme  un prédateur au sommet de la chaîne alimentaire au sein des lieux où il nichait. Il mesurait environ 1 m au garrot et pesait environ 200 kg. Le genre Homotherium se caractérise par une tête relativement mince et longue, des canines allongées, bien que comparativement plus courtes que celles de Smilodon, et aplaties avec des bords dentelés pointus, un long cou, des membres antérieurs hauts et une queue courte. Les sections abdominales et caudales de son corps étaient placées plus bas que la section thoracique, de sorte que les silhouette et posture d'Homotherium étaient comparables à celles d'une hyène tachetée voire celles d'un ours. La couleur du pelage n'est connue que par une seule découverte d'un jeune spécimen momifié daté du Pléistocène supérieur et dont la robe était unie et de couleur brun foncé. Ses caractéristiques anatomiques indiquent une capacité à courir relativement vite et avec endurance et montrent qu'il était adapté à la poursuite de grandes proies.
Homotherium était un prédateur actif qui se nourrissait essentiellement de pachydermes et d'ongulés. Il vivait en habitat ouvert et probablement en groupe, dont les membres pratiquaient la chasse coopérative. Sa disparition s'est faite progressivement selon les aires régionales de répartition. Les raisons de son extinction ne sont pas établies mais il s'agirait probablement d'une combinaison de plusieurs causes et facteurs : le changement climatique, la disparition du gibier, la concurrence interprédatrice et la coexistence avec des charognards et l'expansion des humains. Selon les périodes chronostratigraphiques, Homotherium aurait très probablement coexisté avec plusieurs espèces humaines, des Australopithèques jusqu'aux hommes de Néandertal et aux hommes modernes. Il est possible que les dents de ce genre de félin à dent de sabre aient été utilisées comme artefact commercial au Paléolithique par les hommes modernes.

## Histoire

### Datation et histoire évolutive
Sur la base de l'analyse des séquences d'ADN mitochondrial, la divergence de la lignée du genre Homotherium de celle du genre Smilodon se serait produite il y a environ 18 Ma,. Homotherium pourrait être issu d'espèces africaines appartenant au genre Amphimachairodus,.
Homotherium est apparu pour la première fois au Pliocène inférieur, il y a environ 4 Ma, les plus anciens fossiles enregistrés et répertoriés, de datations très proches, ayant été mis en évidence d'une part au sein des catacombes d'Odessa, en Ukraine et d'autre part au sein du site de Koobi Fora, au Kenya, ce qui rend le lieu d'origine du genre incertain. Le genre s'est répandu en Amérique du Nord au cours du Pliocène supérieur, il y a environ 3,6 à 2,6 Ma.
En termes régionaux, le corpus de fossiles d'Homotherium collectés et datés indique que l'extinction de ce genre de Felidae est survenue en Afrique entre 1 Ma et 500 000 à 400 000 d'années AP, durant le Pléistocène inférieur, et à partir d'environ 500 000 ans AP en Europe du Sud,. Le déclin de la population du taxon à dents de sabre débute au sein de l'aire eurasienne à partir de 300 000 ans AP. Les dernières traces d'Homotherium en Europe remontent à la fin du Pléistocène moyen, il y a environ 300 000 à 200 000 ans, à l'exception d'un unique fossile, un os de mâchoire inférieure, découvert dans une localité néerlandaise située au sud-est de Brown Bank, un banc de sable de la mer du Nord et dont la datation a été estimé entre environ 28 000 et 30 000 ans. La mise en évidence de ce fossile suggère qu'il pourrait s'agir d'une dispersion d'Homotherium survenue au cours du Pléistocène supérieur depuis l'Amérique du Nord, plutôt que d'une occupation continue non documentée de la région. En 2024, un spécimen d'Homotherium latidens juvénile momifié datée de 35 471 à 37 019 ans AP a été exhumé au sein du cours de la rivière Badyarikha, en Yakoutie, dans le nord-est de la Sibérie, la présence des restes de cet individu constituant la première occurrence recensée de l'espèce-type du genre au Pléistocène supérieur en Asie. Homotherium, à travers l'espèce Homotherium serum, s'est éteint en Amérique du Nord il y a environ 11 500 ans, dans le cadre de l'extinction de la plupart des grands mammifères américains à la fin du Pléistocène,.

### Historique des découvertes, recherches et travaux

#### Historique des découvertes, recherches et travaux en Europe, en Afrique et en Asie
Les premiers fossiles du genre Homotherium ont été scientifiquement décrits dans une publication de 1846 par Richard Owen qu'il classe au rang d'espèce sous le nom de Machairodus latidens,,,. Cette description du paléontologue britannique prend appui sur l'examen de canines datées du Pléistocène mises en évidence dans la grotte de Kent, dans le Devon, en Angleterre, par le révérend John MacEnery en 1826,,,. Dans son rapport scientifique, Owen signale la présence de fossiles de Machairodus retrouvés dans la chaîne des Siwaliks, au nord du sous-continent indien. Ces ossements, conservés au musée d'histoire naturelle de Londres sous les numéros d'inventaire no NHMUK 16350 et no NHMUK 48436, ont été ultérieurement redécrits par Richard Lydekker, puis attribués au genre Homotherium, l'espèce affiliée demeurant cependant indéterminée.

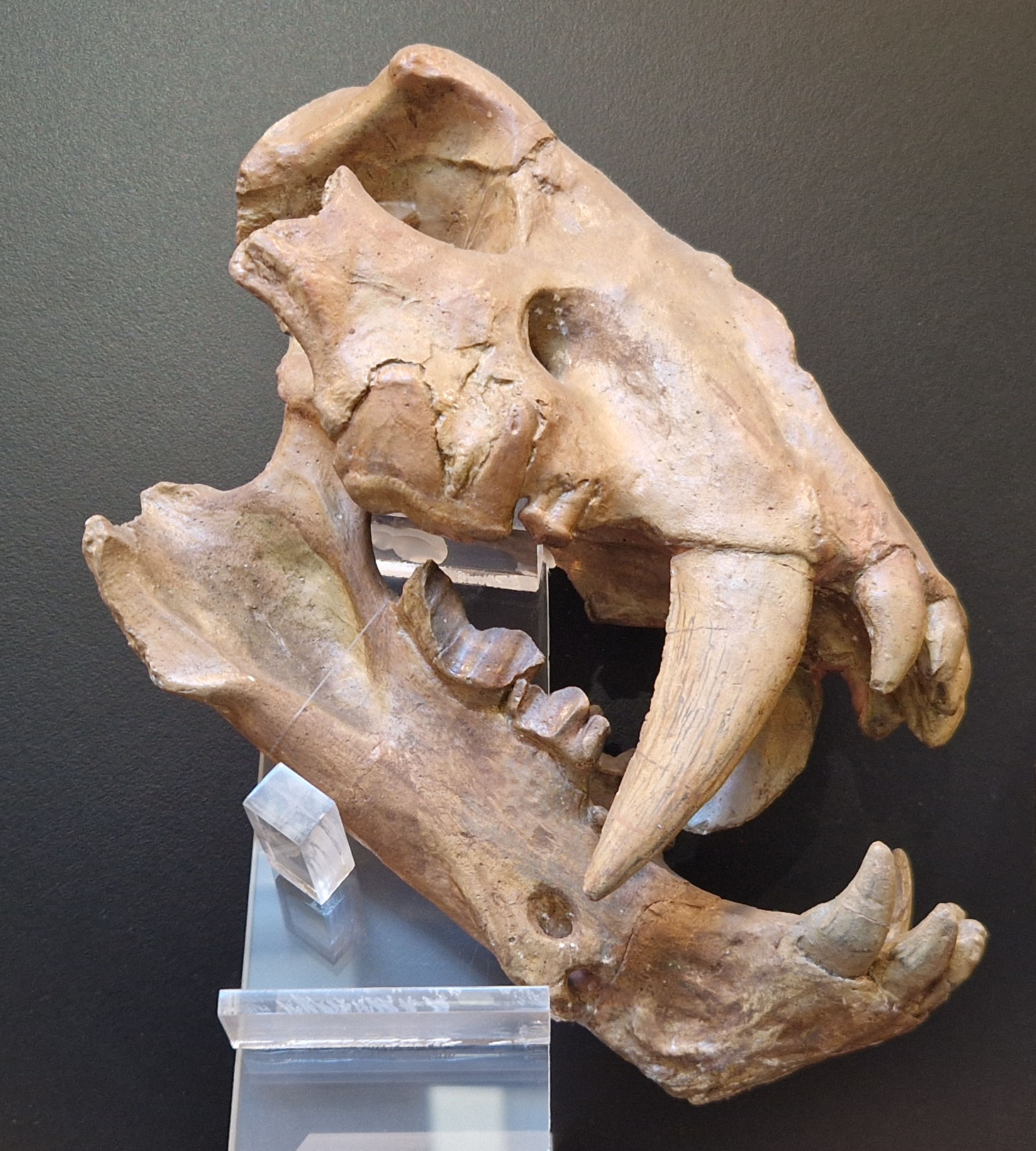
Crâne d'un spécimen d'Homotherium crenatidens, au Museo civico di storia naturale de Gênes.

Le nom Homotherium — terme composé du préfixe ὁμός homos, signifiant « même » et du suffixe θηρίον therion, « bête » — a été introduit pour la première fois comme sous-genre de Machairodus par Emilio Fabrini dans une publication de 1890 sur la base de matériaux fossiles exhumés dans le Valdarno supérieur et dont la présence d'un long diastème entre les deux prémolaires inférieures en constitue la principale caractéristique distinctive,,,,. Dans son rapport scientifique, le paléontologue italien décrit par ailleurs deux espèces qu'il attribue à ce nouveau sous-genre : Machairodus (Meganthereon) crenatidens et Machairodus (Meganthereon) nestianus, d'après d'autres restes fossilisés découverts en Italie,,,,.
En 1925, le paléontologue suisse Samuel Schaub (de) expertise un squelette complet  d'un Machairodontinae excavé du gisement fossilifère de Senèze, près de La Chomette en Haute-Loire (un site daté du Villafranchien et investigué à partir de 1892), qu'il identifie comme étant un Megantereon cultridens,,,. Le matériel fossile, daté d'environ 1,6 Ma AP, est, après réévaluations taxonomiques de spécimens villafranchiens proposées en 1954 et nouvel examen prenant notamment appui sur la morphologie crânienne et ondotonlogique du squelette de Senèze, réassigné en 1963 à l'espèce Homotherium crenatidens,,,.
Jusqu'à la fin des années 1940, le nom générique introduit par Fabrini n'est que rarement utilisé dans la littérature scientifique. Au début du XXe siècle, dans les années 1910, l'espèce Homotherium moravicum a été décrite par le géologue et paléontologue austrio-tchèque Josef Woldřich sur la base de restes découverts au sein d'une grotte creusée dans les parois du site de Stránská skála (en), en Moravie, dans l'actuelle République tchèque,. En 1936, Pierre Teilhard de Chardin décrit la nouvelle espèce Homotherium ultimus en s'appuyant sur l'analyse de fossiles mis en évidence dans le complexe de grottes de Zhoukoudian, dans la région de Pékin, datés du Pléistocène moyen,,.
En 1947, après des fouilles conduites durant la « mission scientifique de l'Omo », dans les années 1930, Camille Arambourg décrit les fossiles d'une dépouille d'Homotherium retrouvés sur le site d'Hadar, en Éthiopie, et désigne le spécimen sous le nom de Homotherium ethiopicum sp.,,,,,. Ultérieurement, après un réexamen d'une mandibule inférieure de l'holotype de Homotherium ethiopicum, cette espèce africaine décrite et introduite par Arambourg est diagnostiquée comme un nomen dubium, le spécimen découvert sur le site de l'Hadar, compte tenu des conformations odontologiques des prémolaires p3 et p4, étant plus probablement attribuable au genre Dinofelis,,.
Dans une publication de 1954, Jean Viret et al., sur la base d'un gisement fossilifère daté du Villafranchien, mis en évidence au sein d'un dépôt de lœss à Saint-Vallier, dans la Drôme, propose d'appliquer le nom Homotherium crenatidens à une grande partie du matériel fossile identifié comme appartenant au genre Homotherium du Pliocène supérieur et du Pléistocène inférieur d'Europe et d'Asie,,,,. Néanmoins, en 1979, Giovanni Ficcarelli postule pour conserver Homotherium crenatidens séparée d'Homotherium latidens, compte tenu de leurs différences morphologiques,. Pour autant, Alan Turner, en 1999, conteste l'affirmation de Ficarelli, estimant que les différences morphologiques pointées restent insuffisantes, invalidant ainsi la distinction entre les deux espèces Homotherium crenatidens et Homotherium latidens,,.
En 1970, l'espèce Homotherium africanum (nommée à l'origine par Camille Arambourg Machairodus africanus) est assignée au genre et décrite sur la base de restes datés du Pliocène inférieur et moyen et mis au jour au sein du gisement fossilifère d'Aïn Brimba, au nord de la ville de Kébili, dans le sud tunisien,,.
En 1972, l'espèce Homotherium problematicum (à l'origine désignée sous les termes Megantereon problematicus) est nommée sur la base de matériel osseux fragmenté provenant de la localité de Makapansgat, en Afrique du Sud, et daté du Pliocène supérieur/Pléistocène inférieur,,. La même année, l'espèce Homotherium davitashvili est décrite sur la base d'un matériel fossile incomplet mis en évidence au sein du site de Kvabebi, en Géorgie,,.
En 1986, l'espèce Homotherium darvasicum est décrite à partir de matériaux fossiles datés du Pliocène supérieur et mis en évidence au complexe lithostratigraphique de Kuruksay, au sein de la dépression formée par le cours du Pamir, au sud du Tadjikistan,,,. En 1989, d'autres restes osseux, également exhumés au Tadjikistan, permettent de décrire l'espèce Homotherium tielhardipiveteaui, taxon précédemment nommé par Teilhard de Chardin et Jean Piveteau dans les années 1930,,,. L'espèce Homotherium hengduanshanense est décrite en 1996 sur la base de fossiles découverts dans les monts Hengduan, dans le sud-ouest de la Chine.
L'espèce Homotherium hadarensis est décrite en 1988 sur la base d'un crâne excavé de la section lithostratigraphique « Denen Dora », au sein de la formation d'Hadar, en région Afar. La validité de Homotherium hadarensis, comme celle de Homotherium problematicum, est cependant remise en question dès 1990 et, ultérieurement, l'ensemble des espèces africaines ayant été incluses au sein du genre Homotherium ne sont plus spécifiées en raison du caractère largement fragmentaire du matériel fossile recueilli et analysé,,.

#### Historique des découvertes, recherches et travaux en Amérique
En 1905, le paléontologue américain John Campbell Merriam décrit une nouvelle espèce, Machaerodus ischyrus,. Ultérieurement, en 1918, Merriam redésigne Machaerodus ischyrus sous le nouveau genre Ischyrosmilus, cette requalification s'accompagnant de la description de la nouvelle espèce Ischyrosmilus idahoensis. L'espèce Ischyrosmilus johnstoni est décrite dans un article scientifique américain publié en 1965,. Dans cette même publication, une étude comparative des genres Ischyrosmilus et Homotherium montre qu'ils pourraient être considérés comme synonymes.
Le genre Dinobastis est à l'origine nommé par le paléontologue Edward Drinker Cope en 1893, avec l'espèce type Dinobastis serus,. En 1966, le genre Dinobastis est assigné en tant que « synonyme plus récent » (« junior synonyme ») de Homotherium et l'espèce type Dinoastis serus est renommée Homotherium serum,,. En 1970, après des fouilles pratiquées dans les années 1960 sur un site paléontologique excavé dans la localité de Broadwater, État du Nebraska, une nouvelle espèce datée du Pléistocène inférieur est décrite et désignée sous le nom d'Ischyrosmilus crusafonti,. En 1988, après plusieurs débats scientifiques, Ischyrosmilus est déclaré synonyme d'Homotherium et les quatre espèces appartenant à l'ancien genre sont réassignées sous les noms de Homotherium ischyrus, Homotherium idahoensis et Homotherium johnstoni, tandis qu'il est suggéré de conserver l'espèce type Dinobastis serus en marge d'Homotherium,. Jusqu'à cinq espèces ont été identifiées en Amérique du Nord : Homotherium idahoensis, Homotherium crusafonti, Homotherium ischyrus, Homotherium johnstoni et Homo serum,. En contrepoint, Mauricio Antón et al., suggèrent que seules deux espèces peuvent être validées, les spécimens les plus anciens datés du Blancien (en) (Pliocène supérieur-Pléistocène inférieur) étant attribuables à l'espèce Homotherium ischyrus, tandis que les plus récents (essentiellement datés du Pléistocène supérieur) assignables à l'espèce Homotherium serum. Par ailleurs, les importantes similitudes morphologiques de l'Homotherium serum américain avec l' espèce type eurasienne Homotherium latidens, pourrait suggérer que ces deux taxons partagent une origine commune et une filiation proche : dans cette perspective, Homotherium serum serait apparue à la suite d'une migration d'Homotherium latidens en Amérique du Nord, plutôt qu'issue d'un Homotherium nord-américain plus ancien. Cette hypothèse a amené à considérer Homotherium serum comme un « synonyme plus récent » d'Homotherium latidens.
En 2005, la nouvelle espèce Homotherium venezuelensis est décrite à partir de fossiles datés du Pléistocène supérieur mis en évidence sur le site du Breal de Orocual (es), dans l'État de Monagas, au Venezuela,,. Dans les années 2000 et 2010, il a été suggéré que l'espèce sud-américaine Homotherium venezuelensis, probablement apparue en Amérique du Sud à partir du début du Pléistocène moyen, pourrait être davantage attribuable au groupe Xenosmilus (un genre décrit à l'origine sur la base de fossiles du Pléistocène inférieur-moyen exhumés en Floride),,,. Sur la base d'une étude réalisée au début des années 2020, il a été proposé, puis approuvé de réaffecter Homotherium venezuelensis à Xenosmilus,. Les travaux conduits dans les années 2000, 2010 et 2020 montrent que Xenosmilus serait imbriqué dans Homotherium tel que défini traditionnellement, ce qui rend Homotherium paraphylétique sans inclure ses espèces au sein de Xenosmilus,,,,,.

## Description

### Caractéristiques générales

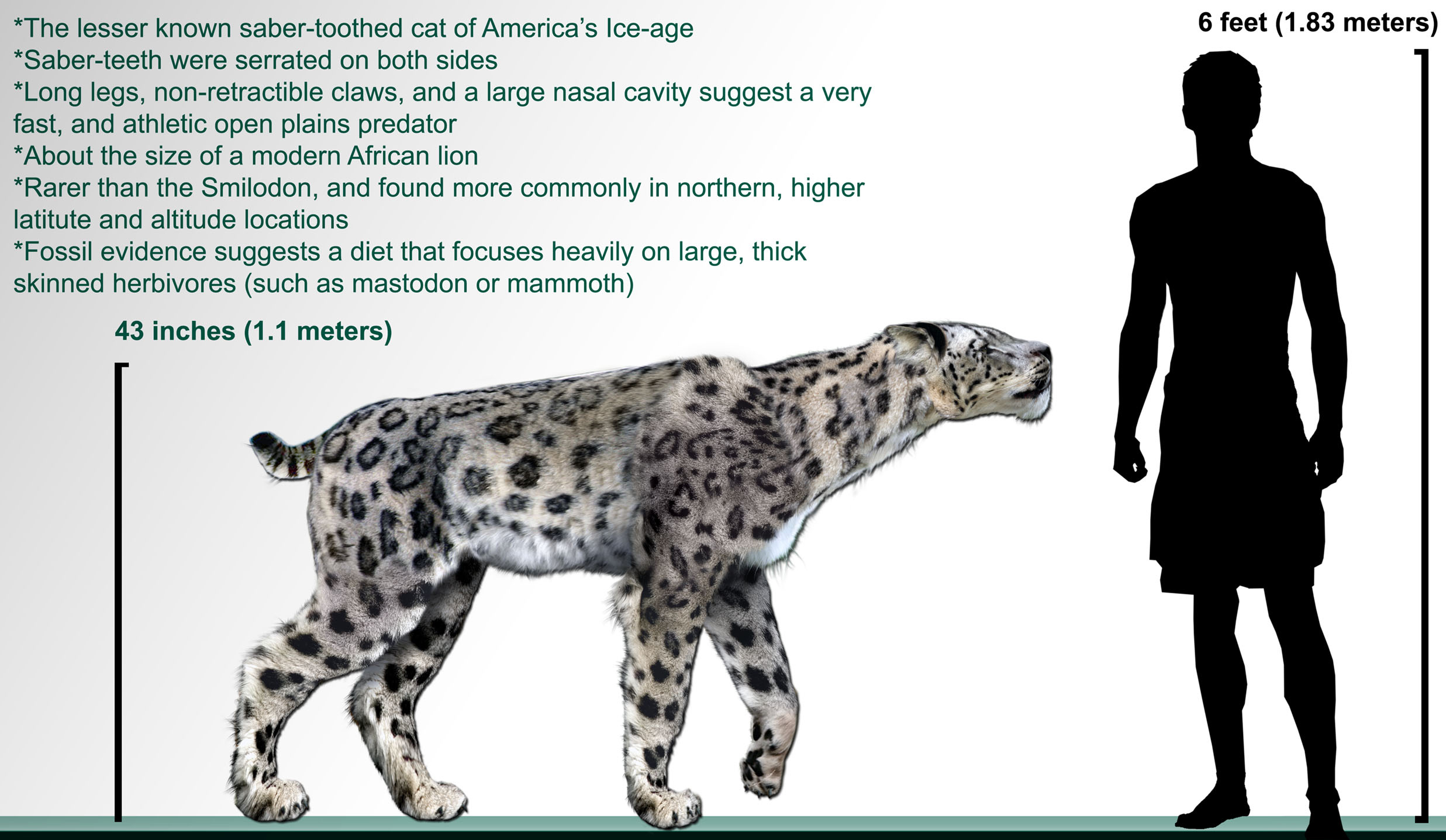
Comparaison d'un Homotherium serum et d'un Homo sapiens

Les individus du genre Homotherium mesuraient 0,9 à 1,1 m au garrot, 1,5 à 2 m de long et un poids dont la moyenne estimée s'élevait à un peu plus de 200 kg,,,,. De même que les ses deux sous-taxons, Homotherium latidens et Homotherium serum, l'ensemble des spécimens d'Homotherium présentaient donc, en moyenne, une taille et une corpulence comparables à celles d'un lion africain mâle,,,,,,,, H. serum possédant le plus long fémur parmi les espèces du genre. D'autre part, les reconstitutions de montures squelettiques de plusieurs individus exhumés en Eurasie mettent en évidence qu'Homotherium était caractérisé par une importante variation intraspécifique, cet élément suggérant un probable dimorphisme sexuel.
En se basant sur la préférence d'Homotherium pour les habitats ouverts, tels que les plaines, et les comparaisons avec les félins modernes, l'éthologiste William Allen estime qu'Homotherium aurait eu un pelage clair, comme les lions, pour mieux se camoufler,.

### Corps

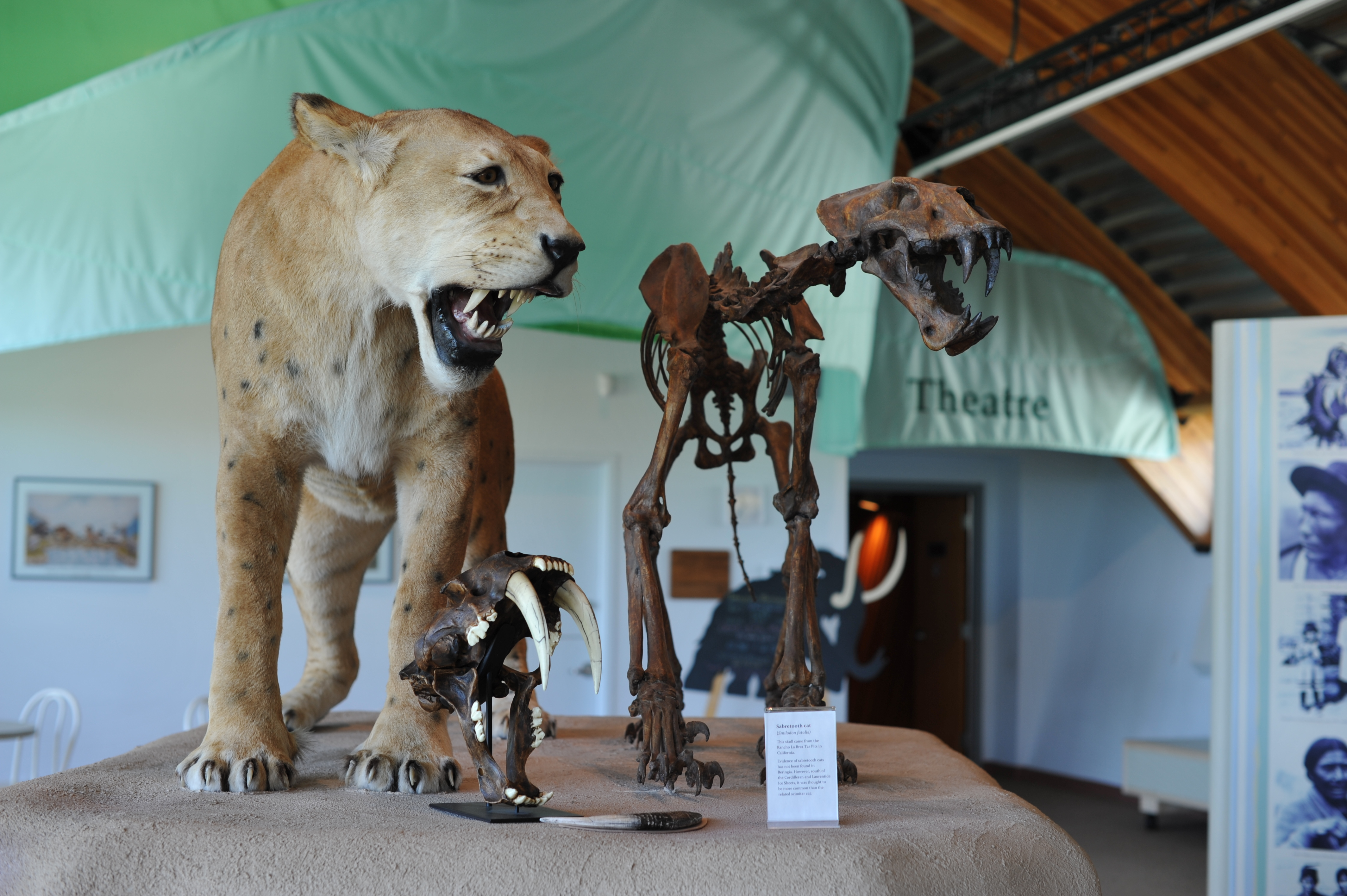
Reconstitution d'un spécimen d'Homotherium serum (à gauche) comparée à une monture de Smilodon fatalis (à droite), au Yukon Beringia Interpretive Centre, à Whitehorse.

Par rapport à Smilodon, ses pattes étaient proportionnellement plus longues et ses membres antérieurs étaient moins puissamment bâtis, étant étroits et présentant une forme intermédiaire entre ceux des guépards et ceux des lions. Le cou était relativement long et épais avec un haut degré de flexibilité, tandis que le dos et la colonne vertébrale, dont 12 vertèbres s'échelonnent au niveau thoracique,, était relativement courts,,. La queue était très courte. L'extrémité des pattes présentaient des griffes petites et semi-rétractables, avec un ergot long et des deuxièmes phalanges moins asymétriques que celles des lions, conférant à Homotherium une posture de chien. La partie de l'humérus la plus proche du pied était étroite, avec une cavité olécranienne fortement verticale. Les pattes arrière étaient maintenues dans une posture digitigrade surélevée. Homotherium se déplaçait en adoptant probablement une posture semblable à celle des canidés, intermédiaire entre celle des grands félins actuels et celle des hyènes.
Homotherium avait l'apparence générale d'un tigre actuel, mais certaines de ses caractéristiques physiques sont plutôt inhabituelles pour un félin de taille importante. L'examen de restes fossilisés d'un spécimen mis en évidence dans les couches stratigraphiques du Pléistocène moyen d'un site localisé à Schöningen ainsi que plusieurs autres diagnostics et examens réalisés sur des matériaux paléontologiques découverts en Eurasie, montrent que les proportions d'Homotherium, notamment celles de ses membres postérieurs, lui donnaient une apparence semblable à celle d'une hyène et analogue à celle d'un Ursidae,,,. Les pattes antérieures étaient allongées, tandis que l'arrière-train était plutôt trapu, les pieds pouvant être partiellement plantigrades, ce qui obligeait le dos à s'incliner vers la courte queue,,. Les caractéristiques des membres postérieurs indiquent que cet animal était modérément capable de sauter,,,. La région pelvienne, y compris les vertèbres, ressemblait à celle d'un ours, de même que la courte queue composée de 13 vertèbres caudales,,, environ la moitié du nombre de vertèbres caudales chez les félins à longue queue.

### Tête

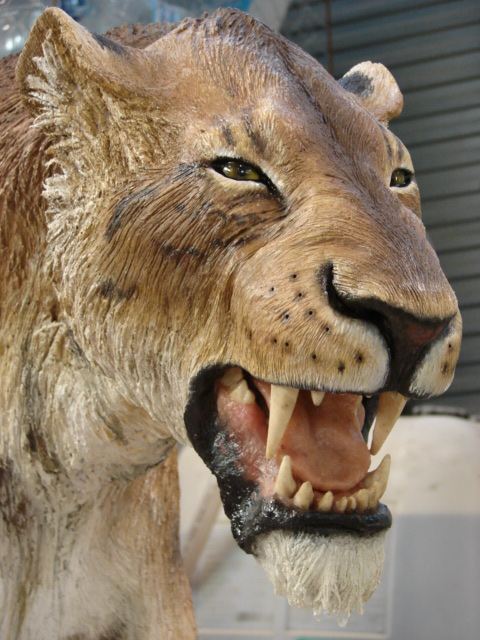
Reconstitution d'un Homotherium.

La tête d'Homotherium et le crâne qui la structure, notamment en comparaison de ceux d'un Panthera leo et plus généralement de ceux de l'ensemble des grands félidés modernes ainsi que de ceux d'Amphimachairodus, présentent une forme plutôt fine, convexe et allongée, avec une partie faciale proportionnellement plus longue que la partie cérébrale,,,. Son museau, long, est affecté d'une face d'aspect carrée et dispose d'un menton de forme anguleuse.
Sur le plan ondotologique, en comparaison de son très probable, mais non direct, ancêtre Amphimachairodus, les incisives supérieures, qui présentent une dentelure plus forte, sont plus grandes et plus arquées, la deuxième prémolaire supérieure (P2) est systématiquement absente, quel que soit le spécimen d'Homotherium étudié, et les troisièmes prémolaires supérieure et inférieure (P3 et p3) sont plus petites, et la morphologie de la quatrième prémolaire supérieure (P4) présente des différences,,,.
Comparé à certains autres Machairodontinae, comme Smilodon ou Megantereon, Homotherium était doté des canines supérieures plus courtes, mais elles étaient plates, dentelées et plus longues que celles de tous les félins actuels,. Les incisives et les canines inférieures formaient un puissant dispositif de perforation et de préhension,,. Parmi les félidés vivants, seul le tigre (Panthera tigris) possède de si grandes incisives, qui aident à soulever et à porter des proies,. Les molaires d'Homotherium étaient peu puissantes et n'étaient pas adaptées au broyage des os. Le crâne était plus long que chez Smilodon et présentait une crête sagittale bien développée, où les muscles étaient attachés à la mandibule. Cette mâchoire avait des brides mandibulaires tournées vers le bas pour protéger les canines. En outre, la reconstitution paléobiologique des tissus mous entourant la denture d'Homotherium suggère que ses canines supérieures étaient probablement dissimulées par les lèvres inférieures lorsque sa gueule était fermée. Ses grandes canines crénelées étaient conçues pour couper plutôt que piquer.
L'observation et l'analyse de restes fossilisés et/ou momifiés de cavités crâniennes de spécimens d'Homotherium mettent en évidence une ouverture nasale carrée exceptionnellement grande ainsi qu'une région occipitale d'importante taille,,.

### Description d'un jeune spécimen momifié
Les tissus mous préservés d'un spécimen Homotherium latidens âgé de trois semaines, découvert en Sibérie en 2020, indiquent que la robe des individus jeunes de cette espèce était noire ou brun foncé, tandis que le pelage recouvrant les pattes et le menton était dans les tons brun clair. La fourrure dissimulant la commissure buccale, le dos ainsi que la nuque du jeune spécimen momifié était plus longue que celle recouvrant ses membres antérieurs. En outre, cet individu présentait des pattes larges et arrondies munies de coussinets digitaux en forme de triangle rectangle mais dépourvues de coussinet carpien et sa fourrure, dont les poils recouvrant le corps mesurent 20 à 30 mm de long, était dense, ces caractéristiques suggérant de très probables adaptations à la traversée des terrains enneigés et à un climat froid développées dès le plus jeune âge. La tête du spécimen mesure 108 mm de long, avec un museau de 32 mm, la longueur du cou et la partie thoracique faisant 140 mm et les membres antérieurs, de l'extrémité du troisième doigt à celle de l'olécrane, s'étendant sur 154,8 mm. Les caractérisiques morphologiques et anatomiques de ce spécimen sibérien montre des différences marquées avec celles d'un lionceau d'âge identique.

Spécimen momifié d'Homotherium latidens découvert en Sibérie en 2020
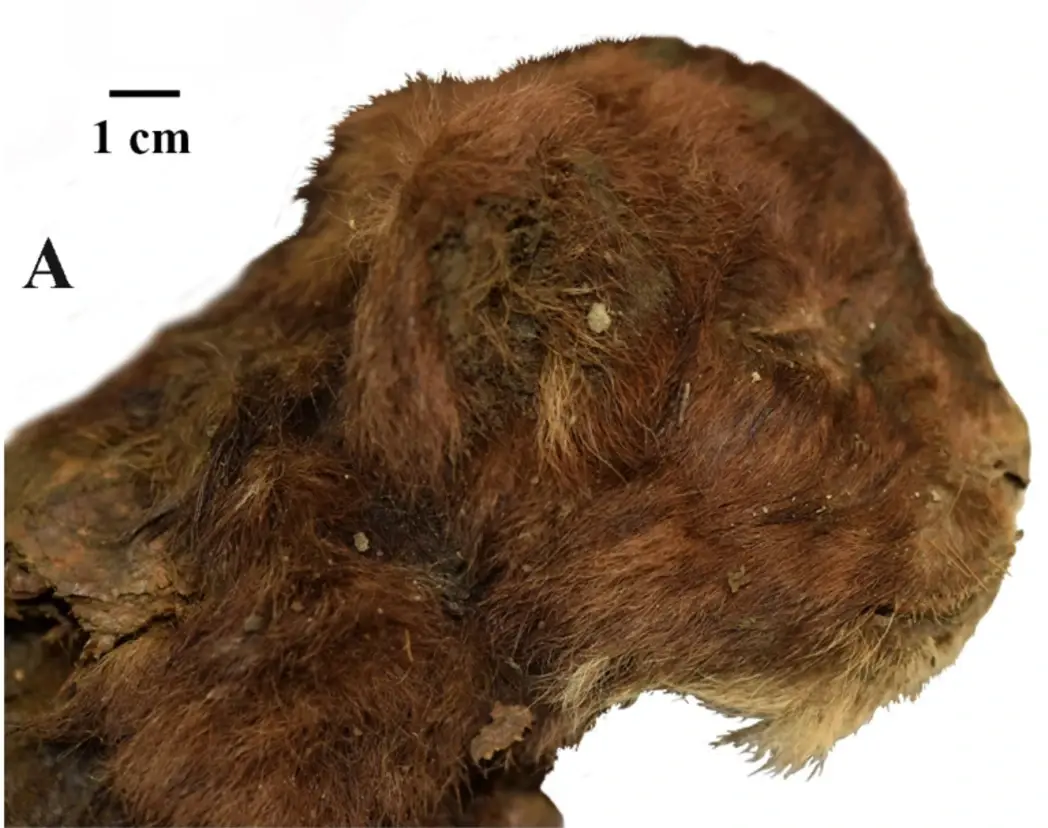
Tête et cou du spécimen momifié d'Homotherium latidens vus de profil.
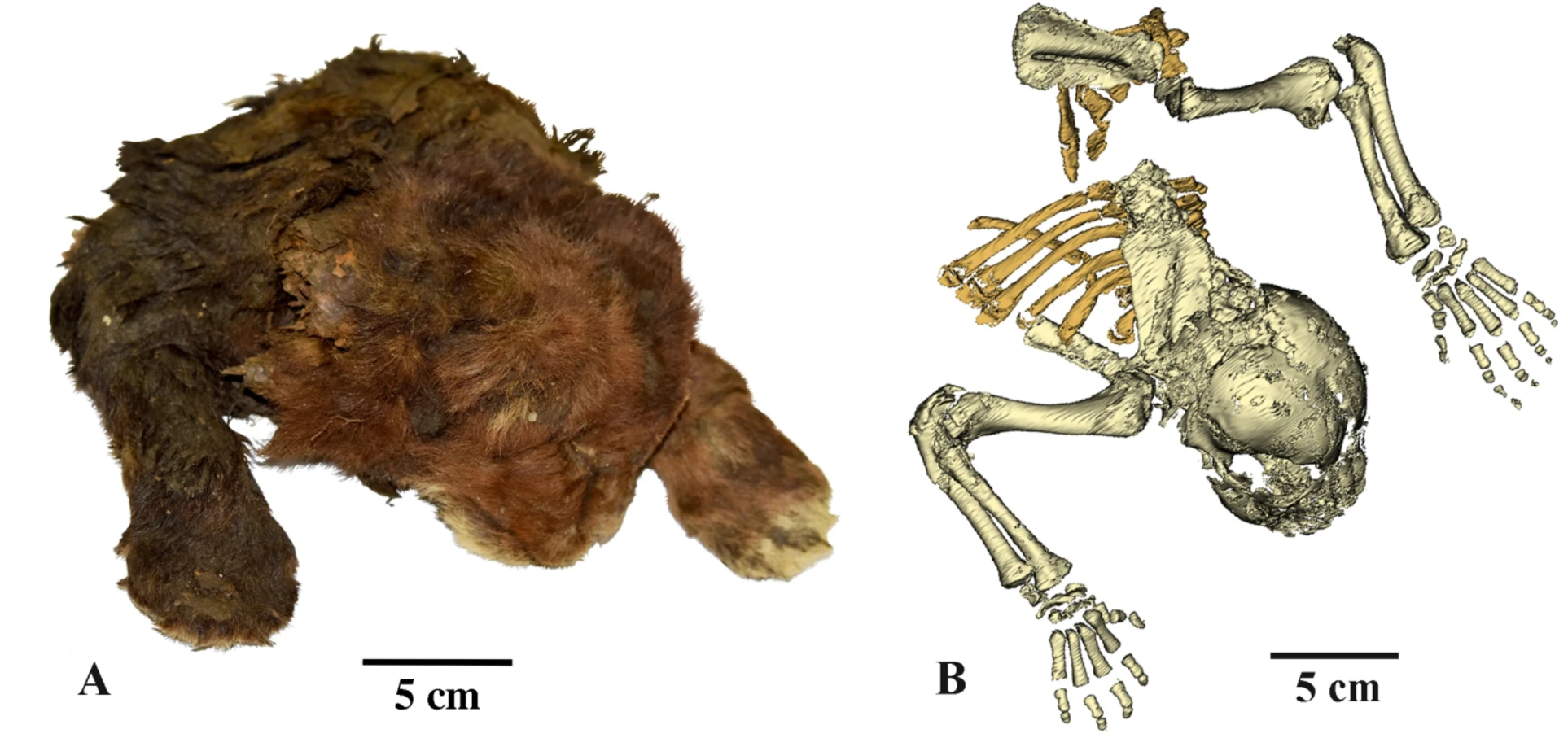
Tête et buste du spécimen momifié d'Homotherium latidens vus du dessus, leur structure squelettique à droite.
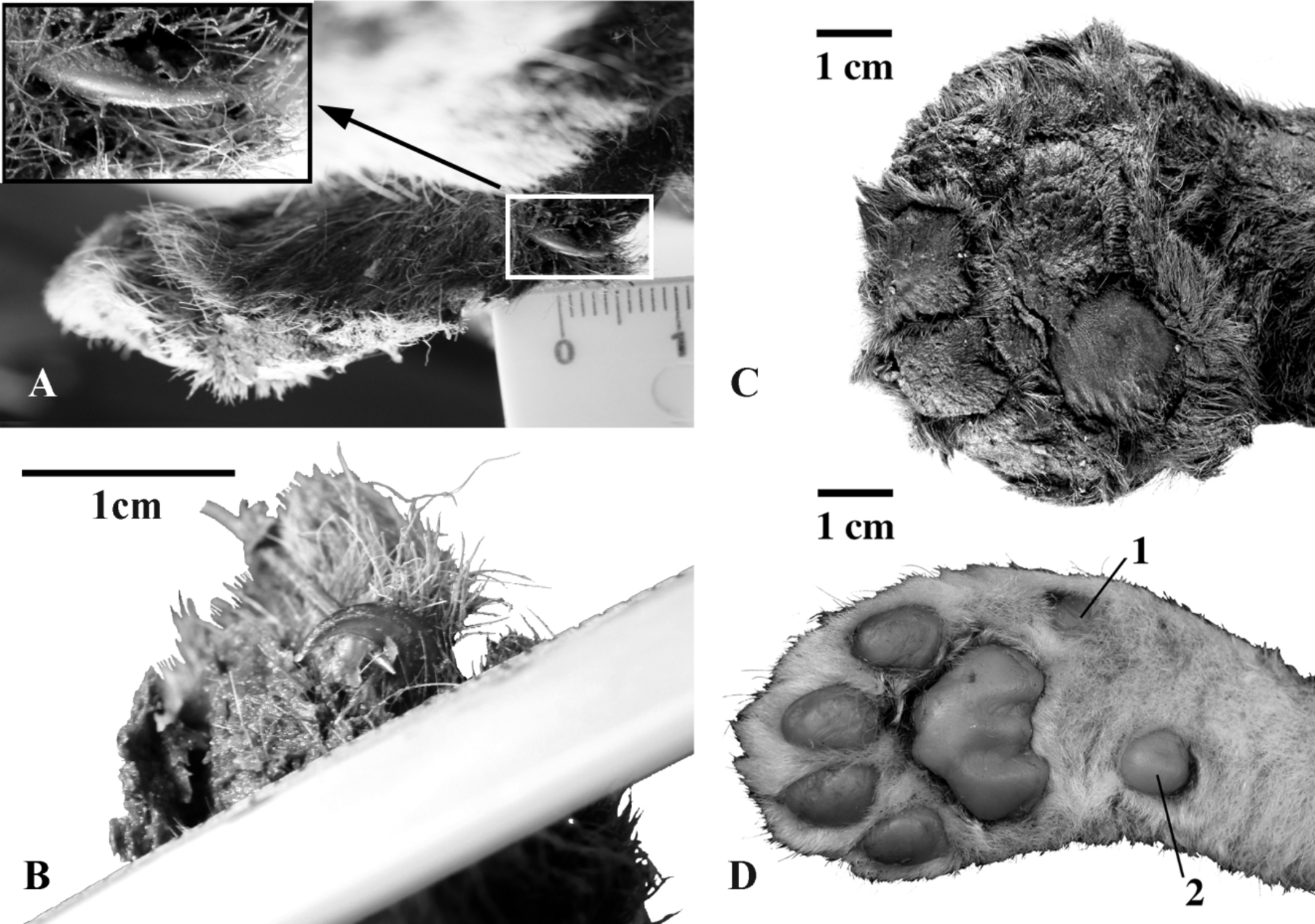
Patte avant du spécimen momifié d'Homotherium latidens en haut, celle d'un lionceau âgé de trois semaines en bas.
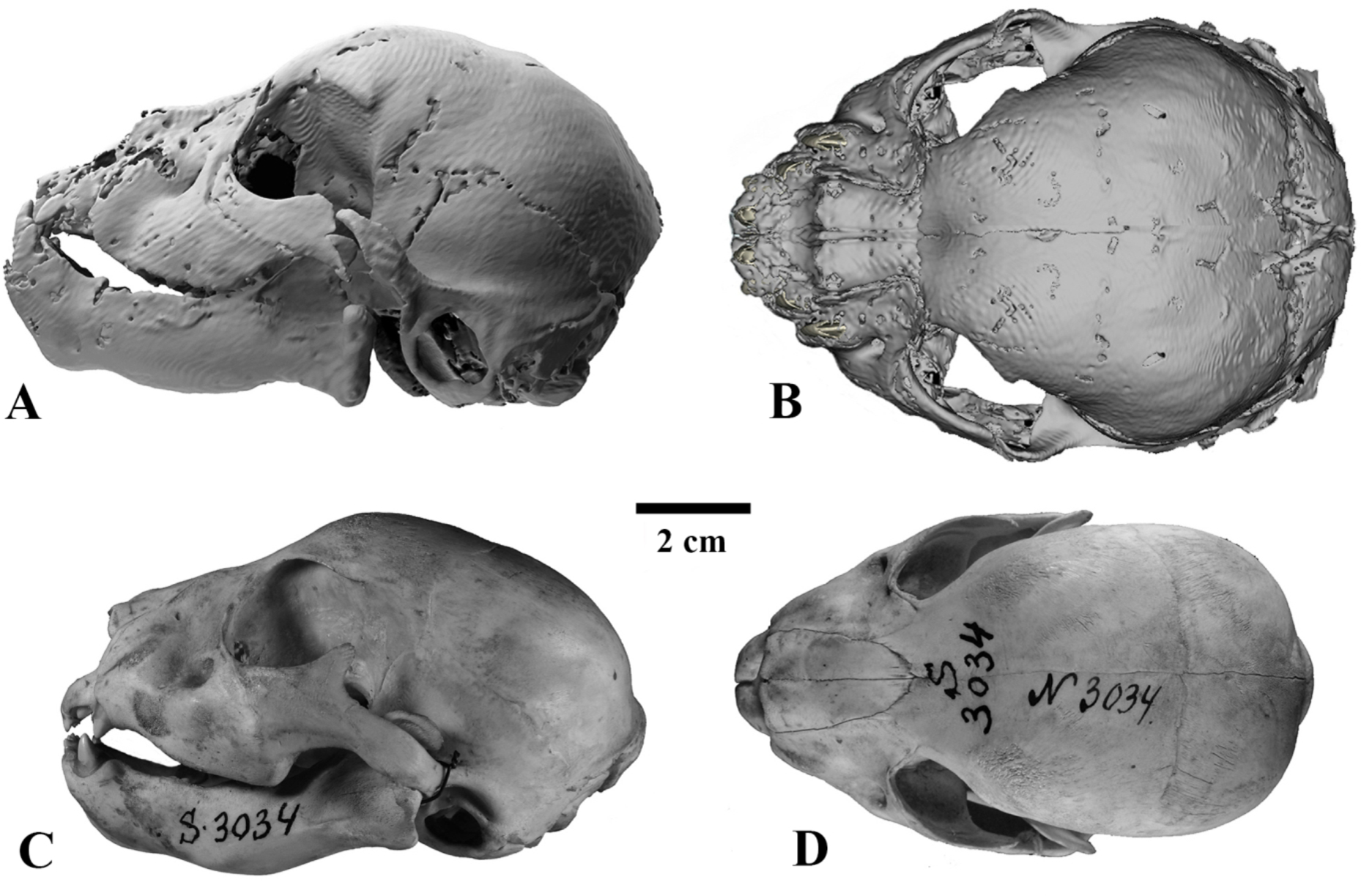
Restitution par scanner du crâne du spécimen momifié d'Homotherium latidens en haut, celle du crâne d'un lionceau en bas.

## Paléobiologie et paléoécologie

### Alimentation et relations interspécifiques
Les espèces africaines d'Homotherium semblent avoir chassé des espèces du genre Deinotherium du Pléistocène, ciblant probablement les adolescents, les vieux ou les malades d'un troupeau. Ses grandes canines devaient faciliter l'abattage de grosses proies, alors que les lions modernes prennent beaucoup plus de temps que les machairodontes pour y parvenir.
La partie lombaire inclinée du dos et la puissante section vertébrale d'Homotherium suggèrent une forme semblable à celle d'un ours, de sorte qu'elle aurait permis la traction d'une lourde proie. Le risque de briser les canines, un destin subi par d'autres machairodontes tels que Machairodus et le célèbre Smilodon, avec une certaine fréquence en raison de la lutte avec une proie, semble moindre chez Homotherium.
Sur le site de la grotte de Friesenhahn, au Texas, les restes de près de 400 mammouths juvéniles ont été découverts, ainsi que de nombreux squelettes d'Homotherium comprenant des adultes, des animaux âgés et des juvéniles. Sur la base de ce site fossile, il a été suggéré que des groupes d'Homotherium se soient spécialisés dans la chasse aux jeunes mammouths et aient traîné les animaux tués dans des grottes isolées pour les manger. Les os des jeunes mammouths trouvés dans la grotte de Friesenhahn portent des marques distinctives correspondant aux incisives d'Homotherium, ce qui indique qu'ils pouvaient traiter efficacement la majeure partie de la viande sur une carcasse et extraire la chair des os, indiquant que c’était eux et non des charognards qui avaient traîné les carcasses dans les grottes, comme cela avait été suggéré par le passé. L’examen des os indique également que les carcasses de ces mammouths juvéniles ont été démembrées après avoir été tuées par ces félins avant d’être emmenées, indiquant qu'Homotherium désarticulait le cadavre pour le transporter dans un endroit sûr, et empêcher les charognards tels que Canis dirus et le lion américain de revendiquer un repas durement gagné,.

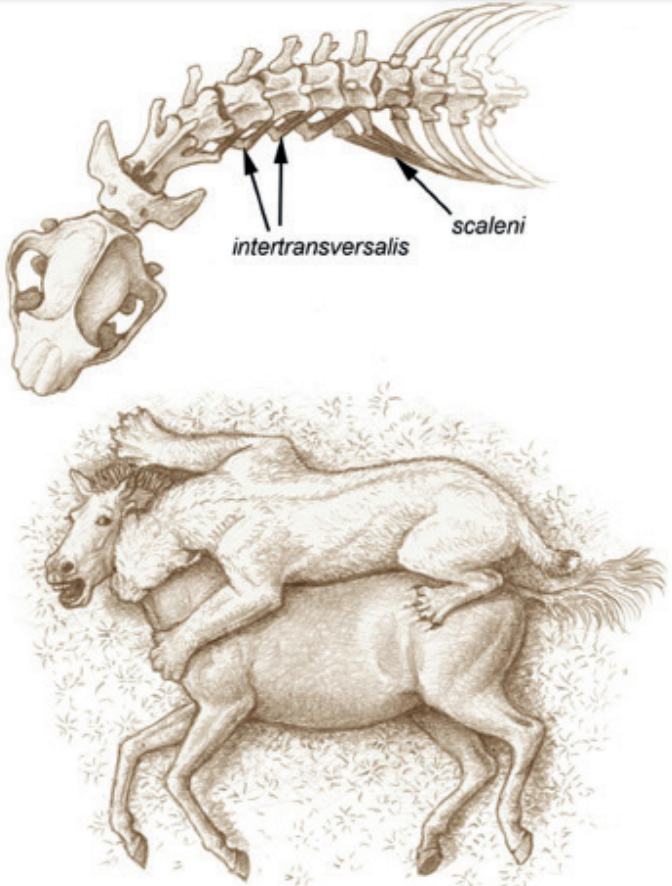
Illustrations exécutées par Mauricio Antón représentant un Homotherium délivrant une morsure létale à un équidé, accompagnée d'un schéma du crâne et du cou du prédateur vus du dessus, montrant les muscles intertransversaires et scalène impliqués dans le positionnement de la tête.

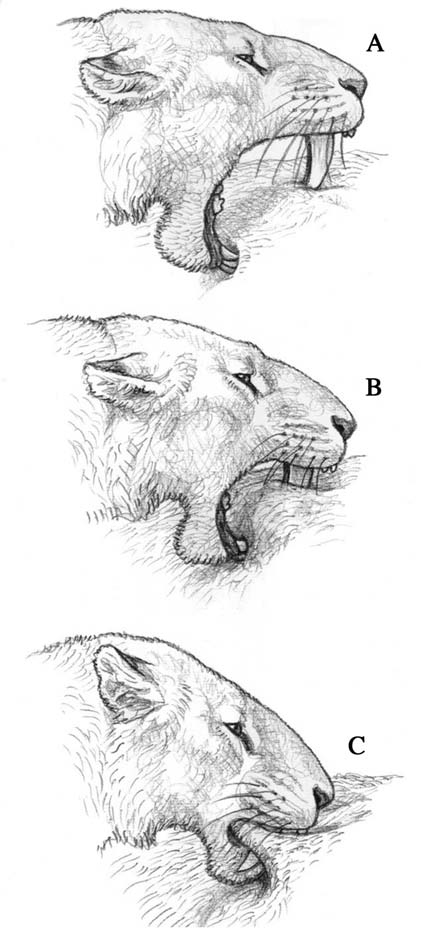
Dessins d'une tête d'Homotherium par M. Antón restituant le processus de « morsure par cisaillement ».

La morphologie et les caractéristiques physiques d'Homotherium suggèrent que ce genre de tigre à dents de sabre aurait été adapté pour la chasse de grandes proies. Ses griffes plutôt courtes et réduites, ses membres relativement minces et longs et son dos incliné pourraient être des adaptations pour la course d'endurance à vitesse modérée au sein de milieux ouverts,. La morphologie adaptative à la course de ses membres antérieurs tend à indiquer qu'ils étaient moins utilisés que ceux de Smilodon ou de nombreux grands félins modernes pour saisir et retenir les proies, tandis que ses incisives élargies à l'avant des mâchoires jouaient un rôle important dans la contention des proies, à l'instar des hyènes et des canidés.
Il est probable que Homotherium tuait ses proies en mordant leur gorge au moyen de ses canines. Comme d'autres prédateurs à dents de sabre, il est acquis que Homotherium devait employer une technique de « morsure de cisaillement canin », durant laquelle, une fois la proie immobilisée et les mâchoires ouvertes autour de la gorge de la proie, les muscles du cou d'Homotherium étaient utilisés pour renforcer le maintien du crâne de l'espèce prédatée et les incisives inclinées vers le bas afin de perforer la gorge de la proie,. Cette technique par morsure à la gorge aurait probablement causé une perte de sang massive entraînant une mort rapide,. Le cou allongé d'Homotherium lui permettait probablement un contrôle précis de sa gueule afin qu'elle puisse être précisément placée et orientée lors de la morsure. Il est probable que le mode de contention des proies réalisé par Homotherium différait de celui de Smilodon — lequel était pourvu de membres antérieurs plus puissants mieux adaptés au maintien des proies —, avec l'utilisation d'une technique de mise à mort se rapprochant celle de serrage et d'immobilisation employé par les grands félins vivants tels que les lions, les « dents de sabre » d'Homotherium étant plus aptes à résister aux forces dirigées latéralement. L'analyse de la micro-usure dentaire de spécimens de d'H. serum suggère qu'Homotherium consommait régulièrement des proies à chair dure après les avoir décharné, son mode de consommation excluant le broyage et/ou l'écrasement des os.
Son adaptation aux habitats ouverts et les niveaux élevés de concurrence avec les autres carnivores pourrait indiquer qu'Homotherium privilégiait la chasse en meute. Cette stratégie de prédation aurait contribué à optimiser la capture et la mise à mort des proies afin de compenser la relative faiblesse musculaire de ses membres antérieurs, d'augmenter la taille des espèces prédatées, de permettre l'utilisation de techniques de diversion, ainsi que de mieux défendre ses proies contre le cleptoparasitisme des autres carnivores.
L'analyse du génome mitochondrial d'une dépouille d'Homotherium latidens découvert dans le pergélisol du Yukon suggère que ce spécimen a subi une sélection positive (en) en faveur des gènes liés à la respiration et au système circulatoire, qui pourraient constituer des adaptations à la course d'endurance,. La sélection positive favorisant les gènes impliqués dans la vision indique que la vue aurait probablement joué un rôle important dans la chasse, suggérant qu'Homotherium était un chasseur diurne,. Les chercheurs ayant entrepris ces travaux d'analyse génétique ont également suggéré l'existence d'une potentielle sélection positive en faveur des gènes liés à la cognition sociale afin d'étayer l'hypothèse de la chasse en groupe,.
L'analyse isotopique (en) des restes d'un Homotherium latidens mis en évidence sur le site de Venta Micena, à Orce, dans le sud-est de l'Espagne, daté d'environ 1,6 Ma AP (Pléistocène inférieur), suggère que cette espèce était localement l'apex prédateur et chassait de grandes proies dans des habitats ouverts, l'équidé Equus altidens (en) et le bison constituant probablement une partie substantielle de son régime alimentaire,. Des Mammuthus meridionalis juvéniles peuvent également avoir constitué une proportion importante (jusqu'à 10 %)  du régime alimentaire des Homothérium locaux,. En outre, de manière occasionnelle, ces Homotherium du sud-est de l'Espagne auraient capturé d'autres proies, telles que des Hippopotamus antiquus juvéniles,. La hiérarchie de prédation de la niche de Venta Micena (es), probablement dominée par Homotherium, était partagée avec les inter-prédateurs Megantereon et le « jaguar européen » Panthera gombaszoegensis, qui chassait des proies un peu plus petites au sein d'habitats forestiers. Par ailleurs, dans l'Europe du Pléistocène inférieur, et plus particulièrement dans la région ibérique, la co-existence avec la hyène géante Pachycrocuta brevirostris aurait probablement constitué pour Homotherium latidens une menace importante de cleptoparasitisme,.
L'analyse isotopique (en) de spécimens excavés du site paléontologique de Punta Lucero, à Biscaye, dans le nord de l'Espagne, datant du début du Pléistocène moyen (il y a 600 000 à 400 000 ans), met en évidence que les H. latidens locaux consommaient exclusivement des grosses proies — espèces prédatées dont le poids était compris entre 45 et +1 000 kg —, comprenant probablement des aurochs, des bisons, des cerfs rouges et/ou le cerf géant Praemegaceros (en). Son régime alimentaire, très proche de Panthera gombaszoegensis, autre taxon avec lequel Homotherium latidens partageait cette niche de l'Espagne septentrionale, contribuait à placer ces deux espèces prédatrices en concurrence directe.
Au sein de l'île de Java et du district de Wanzhou, municipalité de Chongqing, dans le centre sud de la Chine, Homotherium coexistait avec Panthera tigris durant la fin du Pléistocène inférieur et début du Pléistocène moyen,. Au cours de ces périodes, au sein de ces niches, le tigre représentait une concurrence interspécifique « potentielle » pour Homotherium,.
Au sein de la grotte de Friesenhahn, dans l'écorégion du plateau d'Edwards, au Texas, cavité dont la stratigraphie est datée du Pléistocène supérieur — probablement d'environ 20 à 17 000 ans AP, pendant le dernier maximum glaciaire —, les restes de près de 400 Mammuthus columbi juvéniles (en moyenne âgés d'environ 2 ans) ont été découverts aux côtés de nombreuses montures squelettiques  d'Homotherium serum, des individus jeunes comme adultes,. Le dos incliné et la puissante section lombaire de la colonne vertébrale des Homotherium indiquent qu'ils auraient été capables de tirer des charges importantes telles que des cadavres de Mammouths de Colomb jeunes,. En outre, les fossiles de mammouths mis en évidence dans la grotte de Friesenhahn présentent des marques distinctives correspondant aux incisives d'Homotherium, cette observation montrant que tigre à dents de sabre pouvaient traiter efficacement la majeure partie de la viande d'une carcasse et que les mammouths avaient été déposés dans les grottes par les félins eux-mêmes et non par des charognards,. L'examen des os indique également que les carcasses des mammouths juvéniles ont été démembrées après avoir été tuées mais avant avoir été traînées, ce qui tend à induire qu'Homotherium désarticulait sa proie afin de la transporter vers une zone sûre et abritée comme un repaire ou une tanière cachée et empêcher les concurrents tels que Canis dirus et Panthera atrox d'usurper la carcasse, les parties les plus charnues et les membres des mammouths juvéniles étant préférentiellement transportées vers l'abri,. L'analyse isotopique des restes dentaires sériques des spécimens d'Homotherium exhumés dans la grotte de Friesenhahn a confirmé que son régime alimentaire consistait essentiellement en de la viande de mammouth mais également, et dans une moindre mesure, en de la viande issue d'autres ruminants, tels des bisons, des chevaux et, possiblement, de Camelops,. En contrepoint, l'expertise isotopique de spécimens d'Homotherium serum datés de la dernière période glaciaire (Pléistocène supérieur), mis en évidence en Béringie orientale (correspondant aux actuels Alaska et Yukon), montre que dans cette région, faisant à cette époque partie du biome de la Steppe à mammouths, l'espèce félidée à dents de sabre n'était probablement pas un prédateur spécialiste d'éléphantidés mais un prédateur généraliste et consommait une large variété de grandes proies, incluant des bisons, des bœufs musqués, des chevaux et des rennes, ainsi que des mammouths laineux.

### Coexistence et relations avec les humains
Du Pliocène jusqu'au Pléistocène moyen — et, à maxima, jusqu'au Pléistocène supérieur —, Homotherium a très certainement coexisté avec les humains archaïques voire également moderne sur l'ensemble de ses aires de répartition africaines et eurasiennes. Des indices manifestes de coexistence avec les espèces d'Australopithèque durant le Pliocène ont été mis en évidence Afrique, avec Homo erectus, durant le Pléistocène inférieur moyen au sein de la grotte de Zhoukoudian, et avec Homo heidelbergensis au cours du Pléistocène moyen européen, notamment documenté par du matériel fossile collecté sur le site de Gran Dolina, dans le nord de l'Espagne et sur le site paléontologique de Schöningen, en Allemagne. L'extinction régionale d'Homotherium latidens en Europe au cours du Pléistocène moyen pourrait résulter d'une compétition interspécifique avec Homo heidelbergensis, enchérie de la concurrence interprédatrice avec Panthera leo, répandu sur le continent européen dès le Chibanien,. Par ailleurs, l'exhumation d'un fossile de mâchoire inférieure d'Homotherium latidens sur les rives de la mer du Nord daté d'environ 30 000 à 28 000 ans, ainsi que la récente mise au jour, sur le site paléontologique de Schöningen, d'un outil néandertalien sculpté dans un humérus d'Homotherium daté du Pléistocène supérieur, tend à confirmer que d'une part l'espèce aurait vécu en Eurasie jusqu'à la dernière glaciation, prolongeant ainsi de manière considérable sa période de coexistence avec Panthera leo (environ 200 000 ans), et induisant d'autre part une probable relation interspécifique avec les hommes de Néandertal et les hommes modernes,,.
L'examen par profils d'absorption du fluor et de l'uranium réalisé sur des canines de H. latidens découvertes dans la grotte de Kent a permis de mettre en évidence qu'elles étaient isotopiquement distinctes des autres restes fossilisés d'animaux (notamment ours et hyènes) retrouvés dans la cavité britannique. Cet élément, ainsi que l'absence de tout autre fossile d'Homotherium dans la grotte, indique que ces dents sont très probablement exogènes à la grotte et y avaient été délibérément acheminées par des humains au cours du Paléolithique depuis des régions plus éloignées (peut-être d'Europe continentale), possiblement comme produit d'échange commercial. En outre, s'il est probable que ces canines aient fait l'objet d'une forte altération avant d'être transportées dans la grotte de Kent, et il n'est pas certain qu'elles aient été prélevées sur des dépouilles d'Homotherium alors morts quelque temps auparavant ou sur les restes subfossiles d'individus d'Homotherium morts depuis longtemps,.
En Amérique du Nord, au cours du Pléistocène supérieur final, Homotherium serum coexistait avec les Paléoindiens,. La chasse aux grands herbivores opérée par premiers humains à peupler les Amériques, dont le régime alimentaire d'H. serum dépendait, pourrait, associée au changement climatique induit par le passage de la dernière glaciation à l'Holocène, avoir contribué à son extinction, ainsi qu'à celle d'autres mégacarnivores nord-américains, tels que Tremarctos, Arctodus, Smilodon fatalis, ou encore Miracinonyx,.

## Aire de répartition

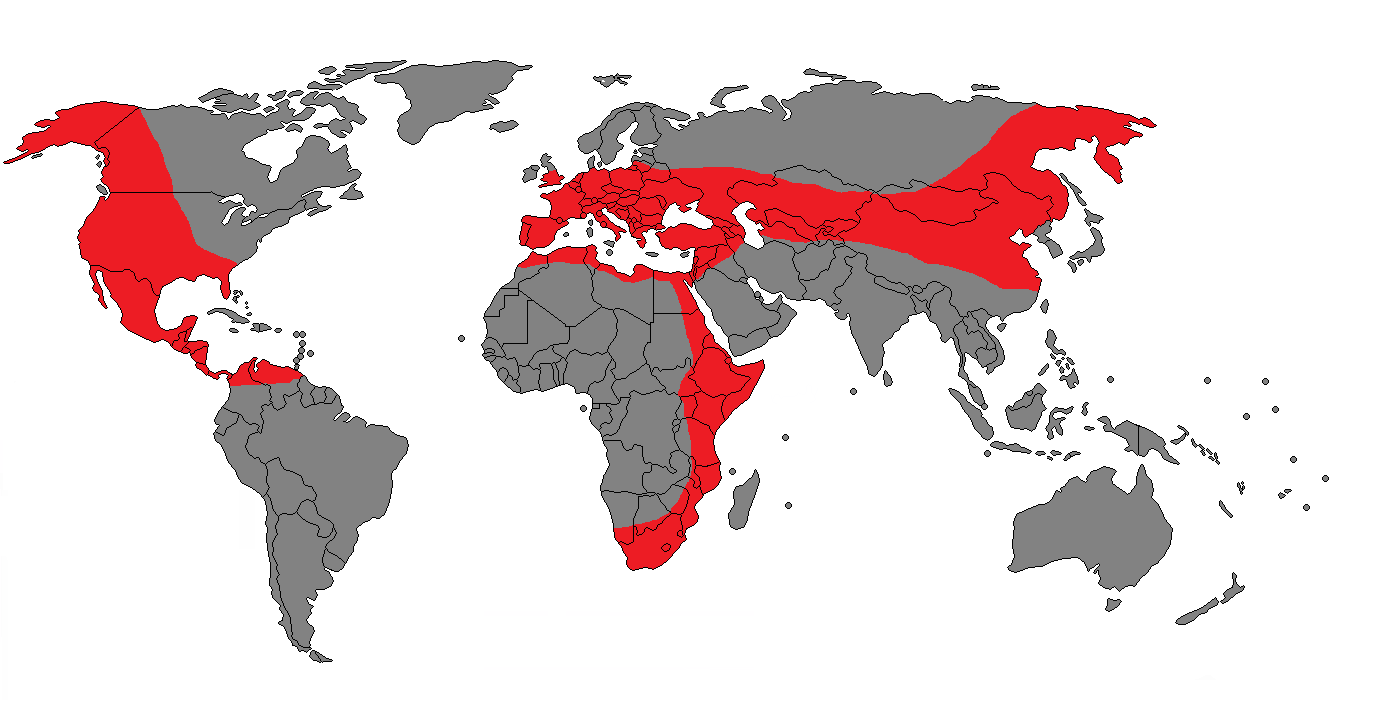
Carte mondiale indiquant l'aire de répartition d'Homotherium (zones en rouge).

En Eurasie, du Pliocène inférieur jusqu'au Pléistocène supérieur, le genre est représenté par son espèce type Homotherium latidens,,,. Au sein du supercontinent eurasien, ce grand félidé à dent de sabre est distribué dans les actuels territoires de l'Angleterre, de la France, de l'Espagne et de l'Italie, à l'Ouest, jusqu'à ceux de la Sibérie orientale de la Chine et de Taiwan, à l'Est, l'expansion maximale de son aire de répartition en Eurasie étant estimée à environ 3 Ma AP,,.
Sur le continent africain, l'aire de distribution d'Homotherium s'étend du Nord au Sud, du Maroc jusqu'à l'Afrique du Sud. La distribution du grand félidé, qui s'étend dans l'est africain, est également documentée en Afrique de l'Ouest, sur le site de Tobène, au Sénégal.
En Amérique du Nord, Homotherium est principalement représenté par l'espèce Homotherium serum, il y a entre 300 000 et 12 000 ans. L'occupation de cette espèce sur le territoire nord-américain est notamment documentée par des fossiles mis en évidence au Texas, dans la région des Grands Lacs, en Californie, en Béringie orientale, dans l'Alberta et dans l'État du Nebraska,. H. latidens, qui s'est également répandu dans la région septentrionale de l'Amérique du Nord, notamment en Béringie orientale, dans les actuels Alaska et Yukon, y reste présent jusqu'à la fin du Pléistocène,.
L'espèce Homotherium venezuelensis aurait vécu il y a environ 1,8 million d'années dans ce qui sera plus tard le Venezuela. Ce félin préhistorique se distingue par le fait qu'il est, avec Smilodon populator, l'une des premières espèces de ce genre découverte en Amérique du Sud,.

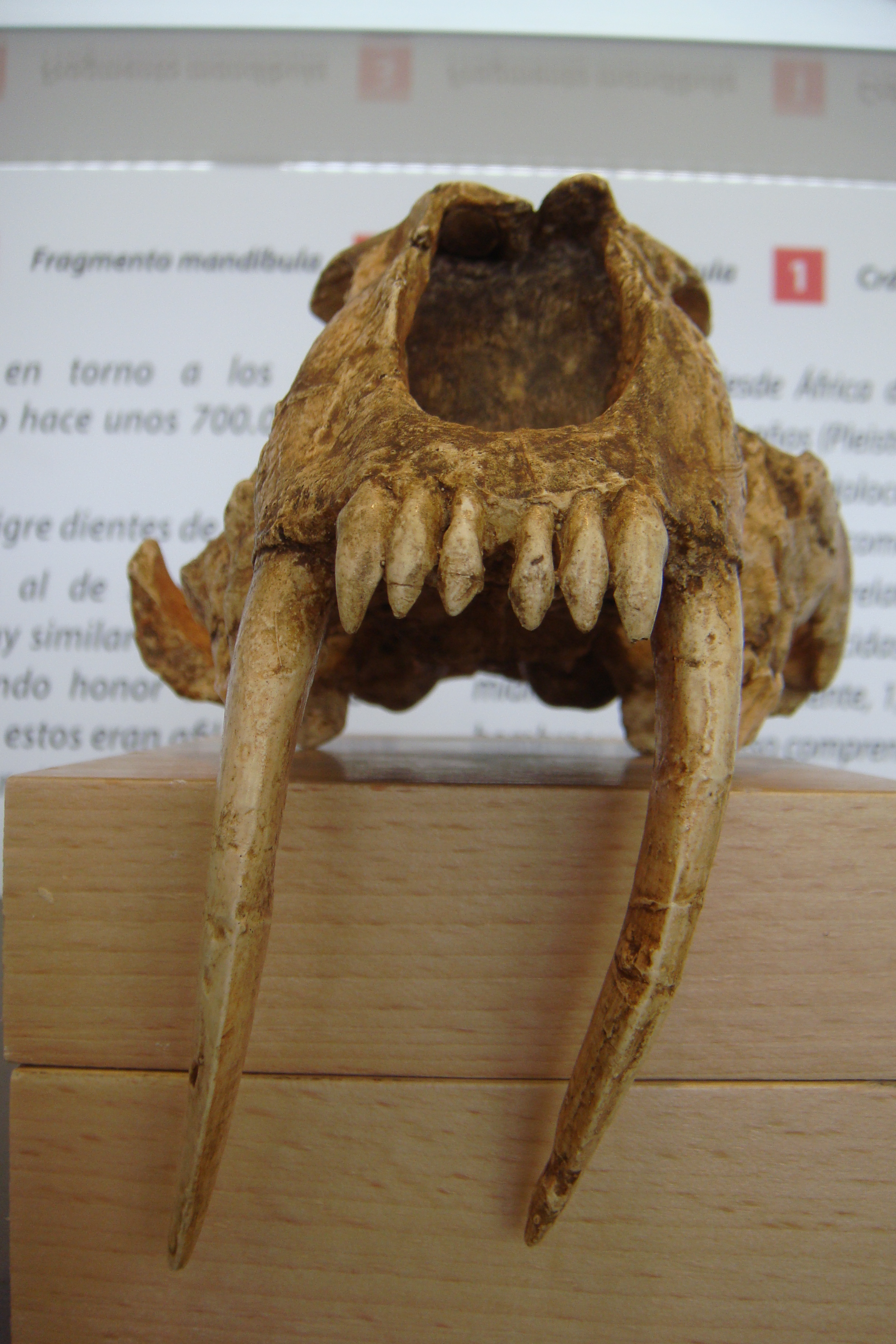
Crâne fossilisé d'Homotherium latidens vu de face.
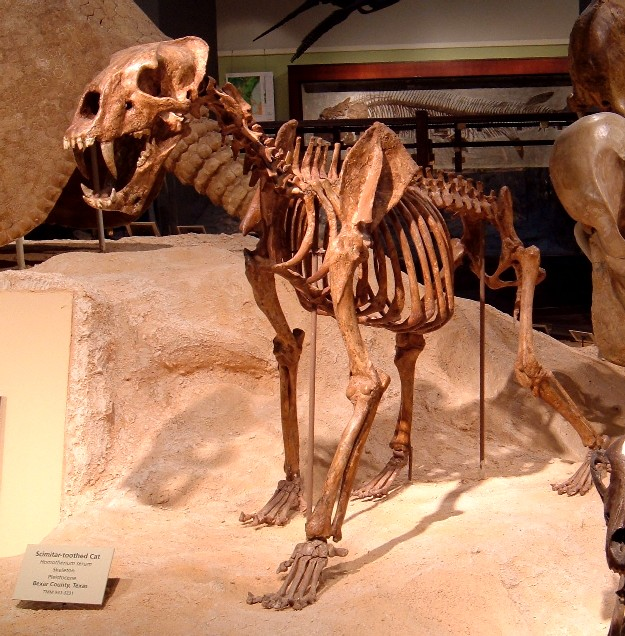
Squelette d'Homotherium serum, au Texas Memorial Museum, Université du Texas à Austin (Austin, Texas).
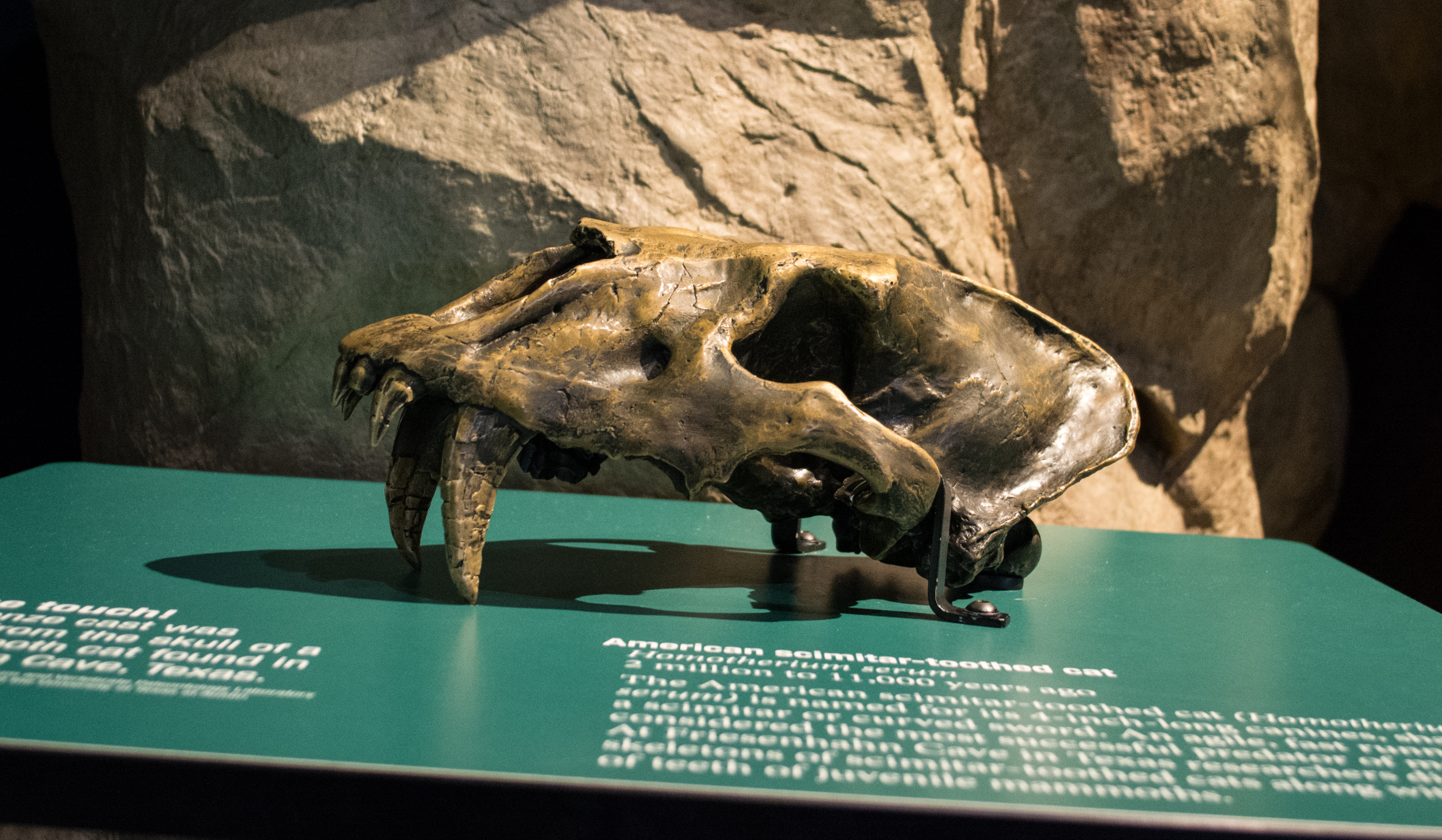
Crâne d'Homotherium serum.
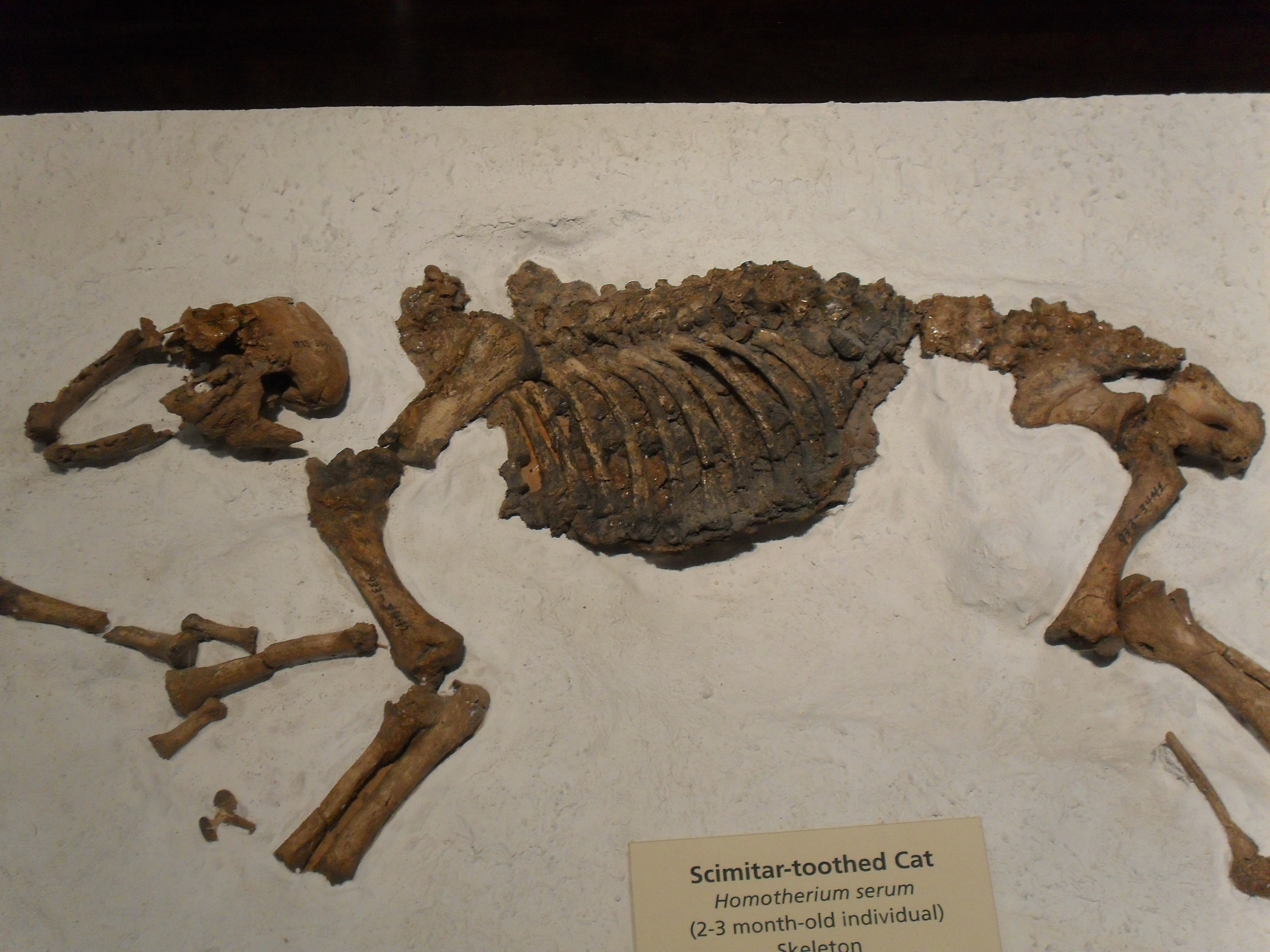
Monture squelettique d'H. Serum.
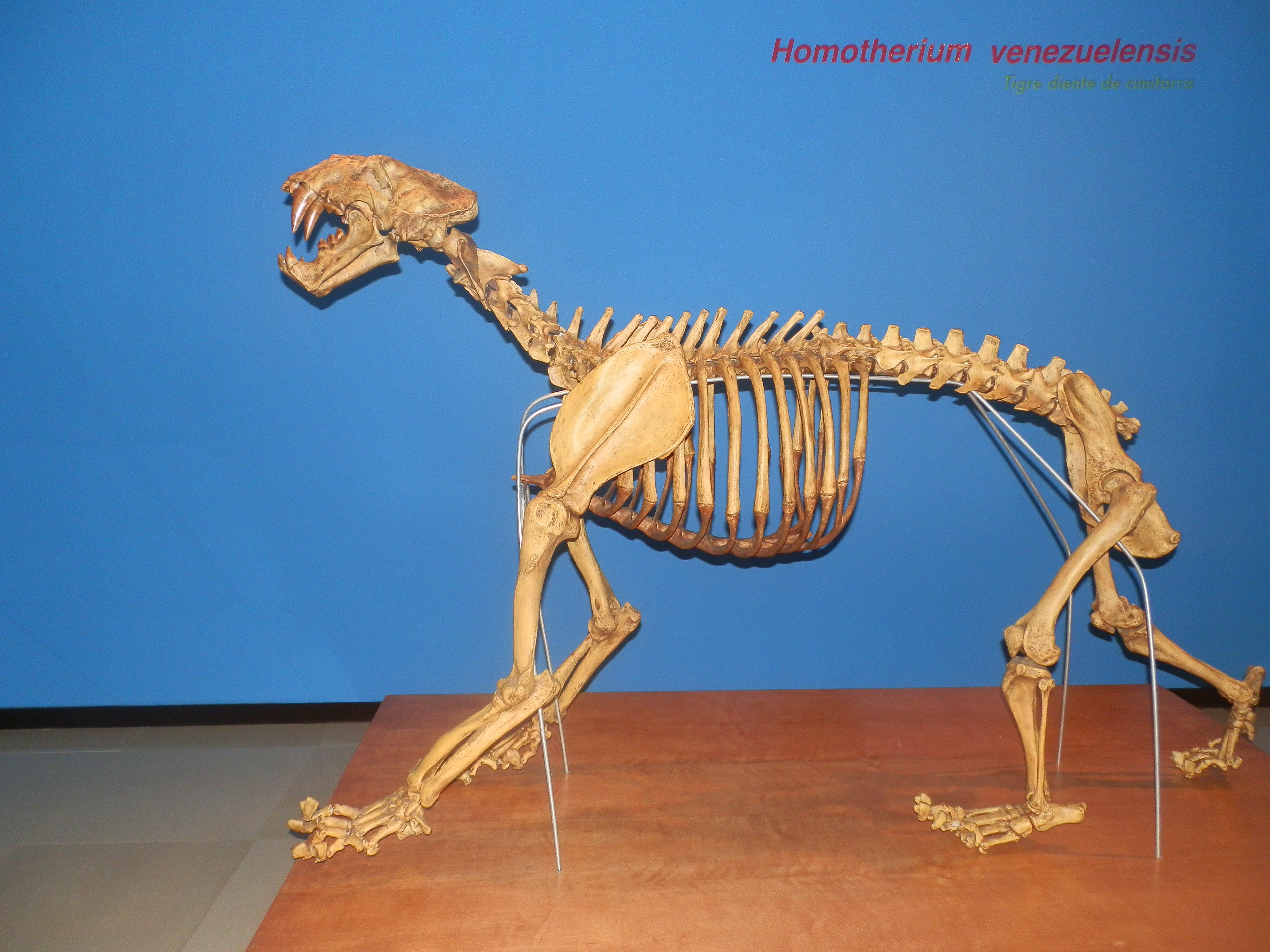
Monture squelettique d'un spécimen d'Homotherium venezuelensis.
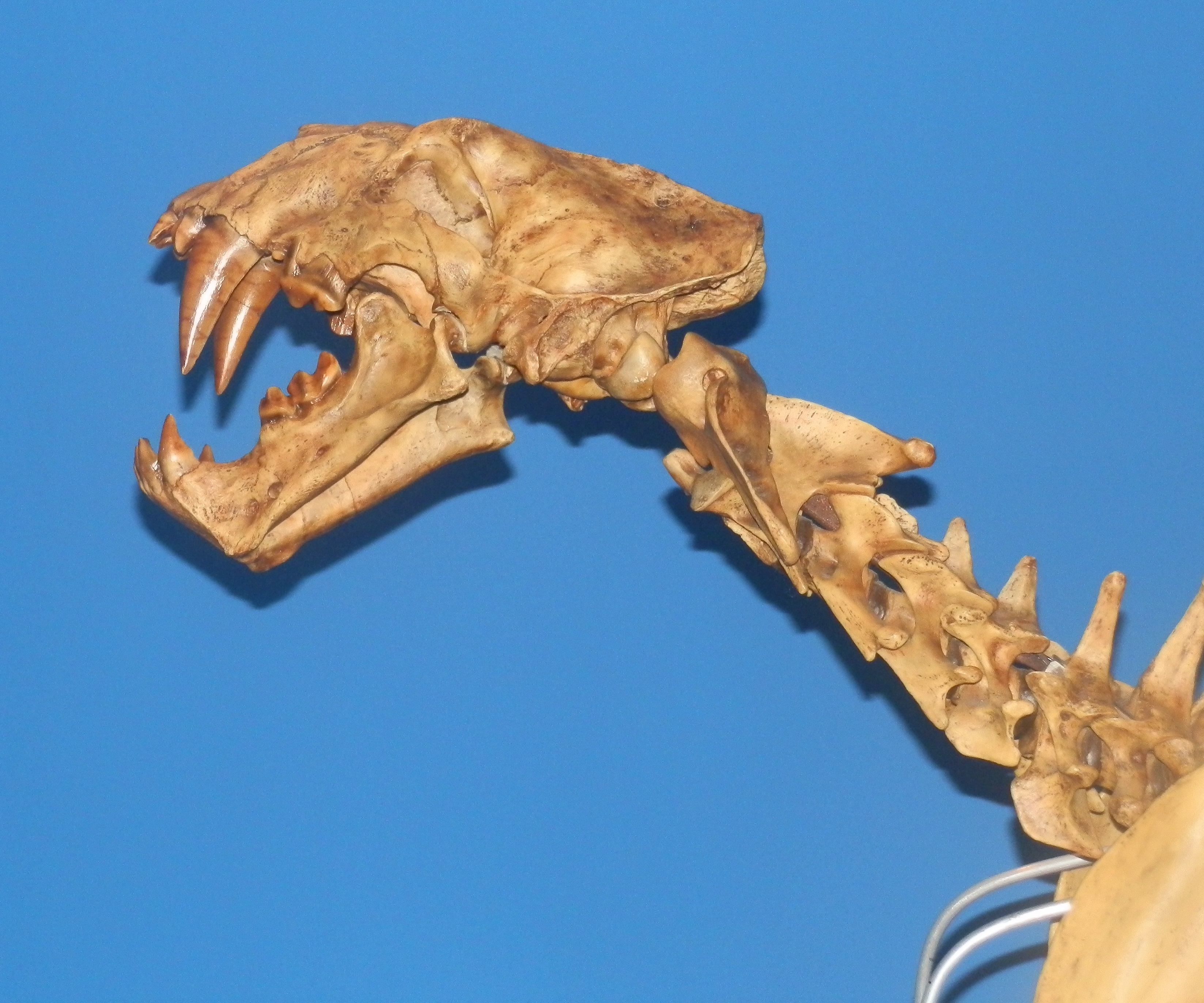
Crâne d'Homotherium venezuelensis.

## Cladistique, phylogénie et systématique
|  | †Machairodus                                                 |
|  |                                                              |
|  | \| \| †Homotherium \| \| \| \| \| \| †Xenosmilus \| \| \| \| |
|  |                                                              |
|  | †Homotherium                                                 |
|  |                                                              |
|  | †Xenosmilus                                                  |
|  |                                                              |

|  | †Homotherium |
|  |              |
|  | †Xenosmilus  |
|  |              |

|  | †Machairodus                                                 |
|  |                                                              |
|  | \| \| †Homotherium \| \| \| \| \| \| †Xenosmilus \| \| \| \| |
|  |                                                              |
|  | †Homotherium                                                 |
|  |                                                              |
|  | †Xenosmilus                                                  |
|  |                                                              |

|  | †Homotherium |
|  |              |
|  | †Xenosmilus  |
|  |              |

|  | †Paramachairodus                                           |
|  |                                                            |
|  | \| \| †Megantereon \| \| \| \| \| \| †Smilodon \| \| \| \| |
|  |                                                            |
|  | †Megantereon                                               |
|  |                                                            |
|  | †Smilodon                                                  |
|  |                                                            |

|  | †Megantereon |
|  |              |
|  | †Smilodon    |
|  |              |

|  | †Machairodus                                                 |
|  |                                                              |
|  | \| \| †Homotherium \| \| \| \| \| \| †Xenosmilus \| \| \| \| |
|  |                                                              |
|  | †Homotherium                                                 |
|  |                                                              |
|  | †Xenosmilus                                                  |
|  |                                                              |

|  | †Homotherium |
|  |              |
|  | †Xenosmilus  |
|  |              |

|  | †Machairodus                                                 |
|  |                                                              |
|  | \| \| †Homotherium \| \| \| \| \| \| †Xenosmilus \| \| \| \| |
|  |                                                              |
|  | †Homotherium                                                 |
|  |                                                              |
|  | †Xenosmilus                                                  |
|  |                                                              |

|  | †Homotherium |
|  |              |
|  | †Xenosmilus  |
|  |              |

|  | †Paramachairodus                                           |
|  |                                                            |
|  | \| \| †Megantereon \| \| \| \| \| \| †Smilodon \| \| \| \| |
|  |                                                            |
|  | †Megantereon                                               |
|  |                                                            |
|  | †Smilodon                                                  |
|  |                                                            |

|  | †Megantereon |
|  |              |
|  | †Smilodon    |
|  |              |

|  | †Machairodus                                                 |
|  |                                                              |
|  | \| \| †Homotherium \| \| \| \| \| \| †Xenosmilus \| \| \| \| |
|  |                                                              |
|  | †Homotherium                                                 |
|  |                                                              |
|  | †Xenosmilus                                                  |
|  |                                                              |

|  | †Homotherium |
|  |              |
|  | †Xenosmilus  |
|  |              |

|  | †Machairodus                                                 |
|  |                                                              |
|  | \| \| †Homotherium \| \| \| \| \| \| †Xenosmilus \| \| \| \| |
|  |                                                              |
|  | †Homotherium                                                 |
|  |                                                              |
|  | †Xenosmilus                                                  |
|  |                                                              |

|  | †Homotherium |
|  |              |
|  | †Xenosmilus  |
|  |              |

|  | †Paramachairodus                                           |
|  |                                                            |
|  | \| \| †Megantereon \| \| \| \| \| \| †Smilodon \| \| \| \| |
|  |                                                            |
|  | †Megantereon                                               |
|  |                                                            |
|  | †Smilodon                                                  |
|  |                                                            |

|  | †Megantereon |
|  |              |
|  | †Smilodon    |
|  |              |

|  | †Machairodus                                                 |
|  |                                                              |
|  | \| \| †Homotherium \| \| \| \| \| \| †Xenosmilus \| \| \| \| |
|  |                                                              |
|  | †Homotherium                                                 |
|  |                                                              |
|  | †Xenosmilus                                                  |
|  |                                                              |

|  | †Homotherium |
|  |              |
|  | †Xenosmilus  |
|  |              |

|  | †Machairodus                                                 |
|  |                                                              |
|  | \| \| †Homotherium \| \| \| \| \| \| †Xenosmilus \| \| \| \| |
|  |                                                              |
|  | †Homotherium                                                 |
|  |                                                              |
|  | †Xenosmilus                                                  |
|  |                                                              |

|  | †Homotherium |
|  |              |
|  | †Xenosmilus  |
|  |              |

|  | †Paramachairodus                                           |
|  |                                                            |
|  | \| \| †Megantereon \| \| \| \| \| \| †Smilodon \| \| \| \| |
|  |                                                            |
|  | †Megantereon                                               |
|  |                                                            |
|  | †Smilodon                                                  |
|  |                                                            |

|  | †Megantereon |
|  |              |
|  | †Smilodon    |
|  |              |

|  | †Machairodus                                                 |
|  |                                                              |
|  | \| \| †Homotherium \| \| \| \| \| \| †Xenosmilus \| \| \| \| |
|  |                                                              |
|  | †Homotherium                                                 |
|  |                                                              |
|  | †Xenosmilus                                                  |
|  |                                                              |

|  | †Homotherium |
|  |              |
|  | †Xenosmilus  |
|  |              |

|  | †Machairodus                                                 |
|  |                                                              |
|  | \| \| †Homotherium \| \| \| \| \| \| †Xenosmilus \| \| \| \| |
|  |                                                              |
|  | †Homotherium                                                 |
|  |                                                              |
|  | †Xenosmilus                                                  |
|  |                                                              |

|  | †Homotherium |
|  |              |
|  | †Xenosmilus  |
|  |              |

|  | †Paramachairodus                                           |
|  |                                                            |
|  | \| \| †Megantereon \| \| \| \| \| \| †Smilodon \| \| \| \| |
|  |                                                            |
|  | †Megantereon                                               |
|  |                                                            |
|  | †Smilodon                                                  |
|  |                                                            |

|  | †Megantereon |
|  |              |
|  | †Smilodon    |
|  |              |

|  | †Machairodus                                                 |
|  |                                                              |
|  | \| \| †Homotherium \| \| \| \| \| \| †Xenosmilus \| \| \| \| |
|  |                                                              |
|  | †Homotherium                                                 |
|  |                                                              |
|  | †Xenosmilus                                                  |
|  |                                                              |

|  | †Homotherium |
|  |              |
|  | †Xenosmilus  |
|  |              |

|  | †Machairodus                                                 |
|  |                                                              |
|  | \| \| †Homotherium \| \| \| \| \| \| †Xenosmilus \| \| \| \| |
|  |                                                              |
|  | †Homotherium                                                 |
|  |                                                              |
|  | †Xenosmilus                                                  |
|  |                                                              |

|  | †Homotherium |
|  |              |
|  | †Xenosmilus  |
|  |              |

|  | †Paramachairodus                                           |
|  |                                                            |
|  | \| \| †Megantereon \| \| \| \| \| \| †Smilodon \| \| \| \| |
|  |                                                            |
|  | †Megantereon                                               |
|  |                                                            |
|  | †Smilodon                                                  |
|  |                                                            |

|  | †Megantereon |
|  |              |
|  | †Smilodon    |
|  |              |

|  | †Machairodus                                                 |
|  |                                                              |
|  | \| \| †Homotherium \| \| \| \| \| \| †Xenosmilus \| \| \| \| |
|  |                                                              |
|  | †Homotherium                                                 |
|  |                                                              |
|  | †Xenosmilus                                                  |
|  |                                                              |

|  | †Homotherium |
|  |              |
|  | †Xenosmilus  |
|  |              |

|  | †Machairodus                                                 |
|  |                                                              |
|  | \| \| †Homotherium \| \| \| \| \| \| †Xenosmilus \| \| \| \| |
|  |                                                              |
|  | †Homotherium                                                 |
|  |                                                              |
|  | †Xenosmilus                                                  |
|  |                                                              |

|  | †Homotherium |
|  |              |
|  | †Xenosmilus  |
|  |              |

|  | †Paramachairodus                                           |
|  |                                                            |
|  | \| \| †Megantereon \| \| \| \| \| \| †Smilodon \| \| \| \| |
|  |                                                            |
|  | †Megantereon                                               |
|  |                                                            |
|  | †Smilodon                                                  |
|  |                                                            |

|  | †Megantereon |
|  |              |
|  | †Smilodon    |
|  |              |

|  | †Machairodus                                                 |
|  |                                                              |
|  | \| \| †Homotherium \| \| \| \| \| \| †Xenosmilus \| \| \| \| |
|  |                                                              |
|  | †Homotherium                                                 |
|  |                                                              |
|  | †Xenosmilus                                                  |
|  |                                                              |

|  | †Homotherium |
|  |              |
|  | †Xenosmilus  |
|  |              |

|  | †Machairodus                                                 |
|  |                                                              |
|  | \| \| †Homotherium \| \| \| \| \| \| †Xenosmilus \| \| \| \| |
|  |                                                              |
|  | †Homotherium                                                 |
|  |                                                              |
|  | †Xenosmilus                                                  |
|  |                                                              |

|  | †Homotherium |
|  |              |
|  | †Xenosmilus  |
|  |              |

|  | †Paramachairodus                                           |
|  |                                                            |
|  | \| \| †Megantereon \| \| \| \| \| \| †Smilodon \| \| \| \| |
|  |                                                            |
|  | †Megantereon                                               |
|  |                                                            |
|  | †Smilodon                                                  |
|  |                                                            |

|  | †Megantereon |
|  |              |
|  | †Smilodon    |
|  |              |

Homotherium est un genre appartenant à la sous-famille des tigres à dents de sabre, les Machairodontinae, groupe de la famille des félins (Felidae). Le groupe éteint des tigres à dents de sabre, caractérisé par leurs canines supérieures fortement allongées et aplaties latéralement ainsi qu'une morphologie du crâne présentant un ensemble d'adaptations associées à ce type de canine, peut être subdivisé en deux voire trois sous-groupes : les Homotherini, les Smilodontini et les Metailurini. Les Homotheriini, dont est membre Homotherium, présentent des canines supérieures en forme de sabre, le groupe-frère des Smilodontini, avec le genre Smilodon, des canines en forme de poignard et les Metailurini, dont le taxon type est Metailurus, par des canines significativement plus courtes, cette caractéristique odontologique apparentant ces derniers aux Pantherinae et sont donc parfois classés en dehors du clade des tigres à dents de sabre,,,,,,.
Homotherium diffère des autres taxons de la tribu des Homotherini par des incisives supérieures et inférieures plus grandes et plus arquées, un diastème plus court entre la dernière incisive supérieure et la canine, des canines supérieures présentant une forme plus aplatie, la perte des prémolaires antérieures sur les mâchoires supérieure et inférieure, ainsi que d'autres caractéristiques morphologiques du crâne. De l'ensemble des taxons formant le clade des félins à dents de sabre, Homotherium niche au sein de la plus grande aire de répartition connue, celle-ci s'étendant en Eurasie, en Afrique en Amérique du Nord, mais également dans la partie septentrionale de l'Amérique du Sud.
Traditionnellement, les caractéristiques ondotologiques, et plus généralement, squelettiques des différents spécimens d'Homotherium mis au jour permettent de subdiviser ce genre éteint en plusieurs taxons. Chez certains représentants primitifs, parfois nommés Homotherium davitasvilii, les troisièmes prémolaires sont particulièrement larges, ce qui les distingue des membres apparus ultérieurement, dotés de prémolaires plus petites et justifie leur séparation en tant que chrono-espèce,,. En particulier, la distinction faite entre les formes ultérieures, notamment l'espèce Homotherium serum, qui est largement limitée à l'Amérique du Nord, et le représentant eurasien Homotherium latidens, doit, selon certains scientifiques, être considérée comme « problématique » et non clairement établie,,.

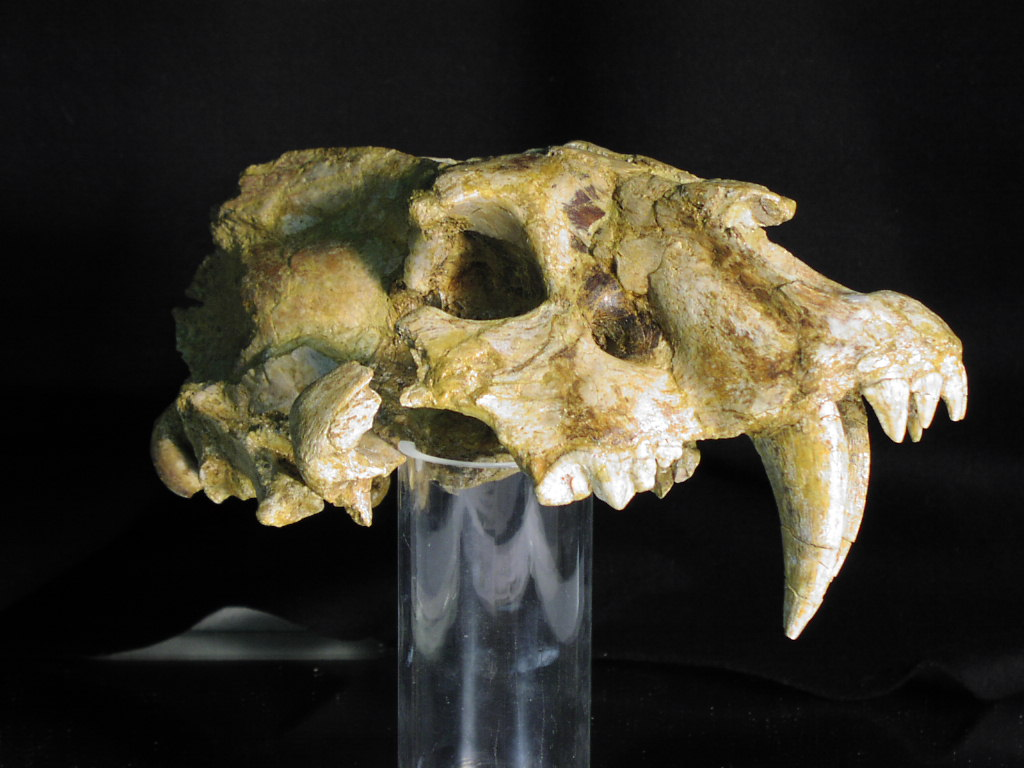
Partie supérieure d'un crâne d'Homotherium latidens découvert sur le site d'Incarcal, en Catalogne.

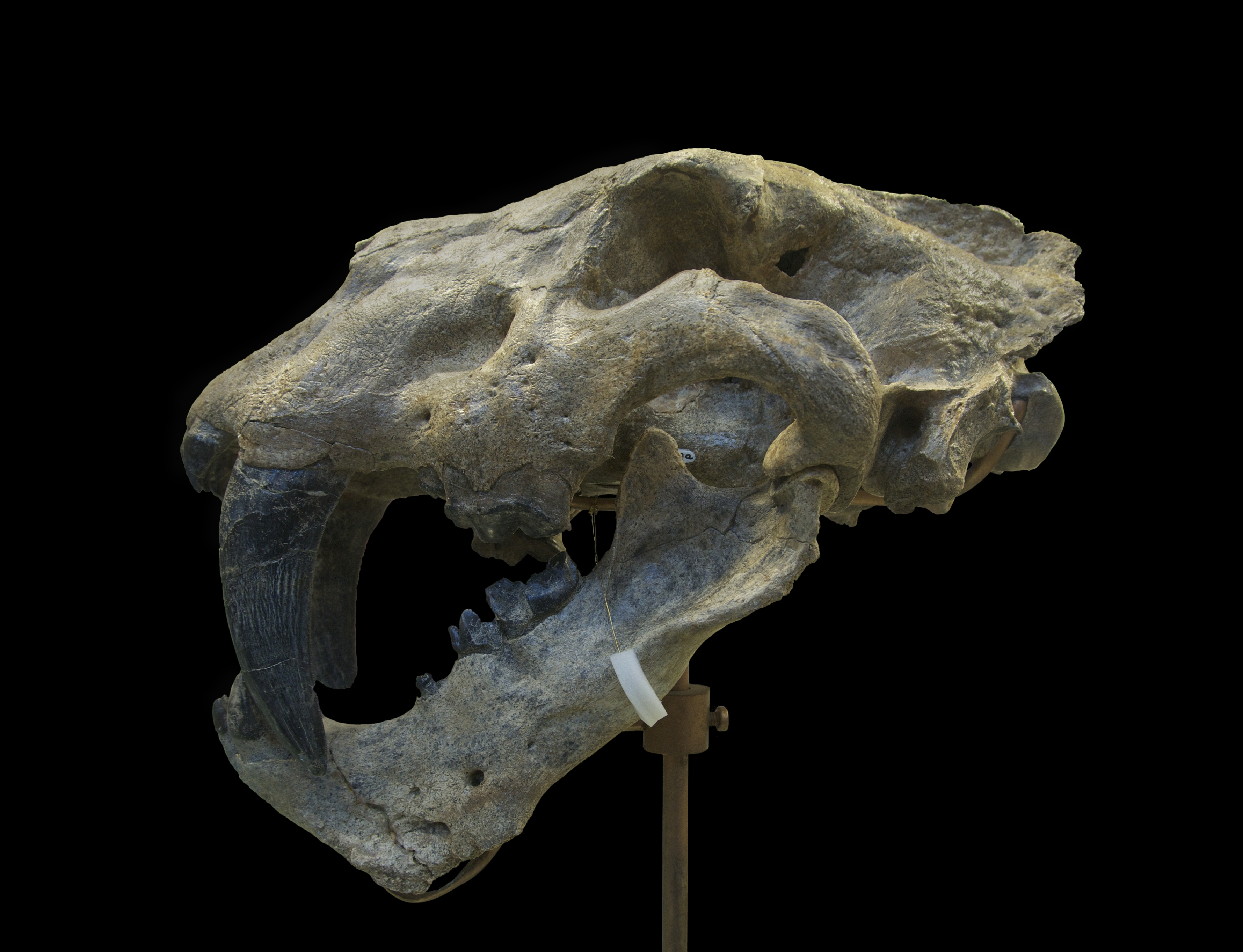
Crâne d'Homotherium crenatidens, probable forme ou variation villafranchienne d'Homotherium latidens.

Des études morphologiques du crâne réalisées en 2014 sur des ossements mis en évidence sur le site d'Incarcal, dans la province de Catalogne, comparés à des restes fossiles exhumés dans la région de Fairbanks, en Alaska, ainsi qu'avec d'autres matériaux osseux, montrent qu'il existe un degré élevé de variation au sein de ces représentants ultérieurs d'Homotherium, ce qui ne justifie cependant pas une division en espèces distinctes,. En conséquence, toutes ces formes taxonomiques, y compris la forme villafranchienne Homo crenatidens, correspondraient à des variations de l'espèce-type eurasienne Homotherium latidens. Pour autant, il semble exister quelques différences notables avec les individus d'Homotherium identifiés des régions plus au sud de l'Amérique du Nord, ce qui renforce à nouveau de la distinction de Homotherium serum dans cette région,. En revanche, des études comparatives d'échantillons d'ADN mitochondrial conduites en 2017 montrent que les formes d'Homotherium d'Amérique du Nord et d'Eurasie étaient si étroitement liées que cela ne justifie pas non plus une division en différentes espèces. Cette même expertise paléogénétique montre qu'Homotherium a divergé d'avec le genre Smilodon il y a environ 18 Ma ; et que l'Homotherium du Pléistocène supérieur devrait être considéré comme une seule espèce : H. latidens, pour l'aspect morphologique. En 2020, Barnett et al. réanalysent le génome et en particulier l'exome de l'espèce H. latidens ; ils trouvent que le lignage d'Homotherium est très divergent de celui de toutes les espèces de félins actuel, et que le tronc commun remonterait à environ 22,5 Ma. En ce qui concerne Homotherium latidens, une variabilité génétique assez élevée a été observée, qui dépasse celle des grands félins actuels. De ce fait, il est possible que l’espèce était peut-être plus commune que ne le suggèrent l'analyse des fossiles,. Néanmoins, il n'est pas encore clairement établi que le manque de matériel fossile du genre Homotherium par rapport à d'autres félins à dents de sabre tel que Smilodon soit le résultat des conditions de conservation,. Il est également concevable que l'aire de répartition extrêmement vaste d'Homotherium, des régions tropicales aux régions subarctiques, ait nécessité des migrations importantes et de grande envergure de petits groupes d'individus, permettant ainsi un flux génétique avec des populations endémiques. Toutefois, la divergence génétique des représentants eurasiens et nord-américains s’est produite dès le Calabrien (fin du Pléistocène inférieur), il y a environ 1,68 Ma.